# Tournoi de tennis du Canada
Pour les articles homonymes, voir Open du Canada.
Ne pas confondre avec le Tournoi de tennis de Montréal
Le tournoi du Canada, actuellement connu sous l'appellation commerciale Omnium Banque nationale (en anglais : National Bank Open), est un tournoi de tennis professionnel qui a lieu chaque année à Montréal et Toronto. Organisé par Tennis Canada, il s'agit d'un des plus anciens tournois de tennis avec Wimbledon et l'US Open.

## Histoire
Épreuve amateur créée en 1892, la compétition devient Open dès 1968. Depuis 1982, le tournoi du Canada se déroule au stade IGA de Montréal et au Stade Sobeys de Toronto. Dans tous les cas, la compétition se tient en août et se joue sur surface dure, à quelques semaines de l'US Open. Le tournoi s'est déroulé exceptionnellement en juillet pour l'édition 2016 en raison de l'organisation des JO de Rio en août.
Les deux villes reçoivent en alternance les hommes de l'ATP et les femmes de la WTA. Avant 2021, les hommes jouaient à Montréal les années impaires et à Toronto les années paires. À l'inverse, les femmes jouaient à Toronto les années impaires et à Montréal les années paires. Depuis l’édition 2021, c’est l’inverse. Ce tournoi fait partie de l'US Open Series. Depuis 2009, le tournoi masculin est classé en catégorie Masters 1000 et le tournoi féminin fait partie de la catégorie WTA 1000.
Ivan Lendl détient le record de victoires en simple avec 6 titres à son compteur. Chez les femmes, avec quatre succès chacune, Chris Evert et Monica Seles y détiennent le record de victoires en simple au cours de l'ère Open, cette dernière les ayant enchaînées consécutivement de 1995 à 1998.
L'édition 2020 des tournois féminin et masculin est annulée, pour la première fois depuis la Seconde Guerre mondiale, aussi bien en simple qu'en double, en raison de la pandémie de Covid-19 au Canada.
L'ATP a annoncé lors du dévoilement de son calendrier 2025 que le tournoi Masters 1000 canadien serait désormais disputé sur deux semaines, à l'instar de plusieurs autres tournois du même type.

## Courts et surfaces
Le tournoi du Canada se joue sur une surface dure de type Pro-Decoturf, semblable à celle de l'US Open. À la différence des autres Masters 1000, celui du Canada présente la particularité de se jouer à deux endroits différents. Pour les hommes (c'est le contraire pour les femmes), les années impaires, il se déroule au Stade Sobeys à Toronto. Ce complexe sportif comprend 12 courts dont un central de 8 000 places. Les années paires, le tournoi se déroule à Montréal au Stade IGA. Ce dernier comprend un court central de 11 715 places, un court numéro 1 de 4 296 places ainsi que douze courts en extérieur utilisés lors de la compétition.
| Stade | Stade        | Ville    | Capacité | Année paire | Année impaire |
| ----- | ------------ | -------- | -------- | ----------- | ------------- |
|       | Stade Sobeys | Toronto  | 12 500   | Femmes      | Hommes        |
|       | Stade IGA    | Montréal | 11 500   | Hommes      | Femmes        |

## Champions les plus titrés
En italique, les champion(ne)s de l'ère amateur (pré-Open).

### Messieurs
- En simple :
  1. Ivan Lendl : 6 titres
  2. Charles S. Hyman et Rafael Nadal : 5 titres
  3. Novak Djokovic : 4 titres
  4. Beals C. Wright, James F. Foulkes, Jack Wright, Robert Bédard, Andre Agassi, Andy Murray : 3 titres
- En double :
  1. Mahesh Bhupathi, Bob Bryan, Mike Bryan : 5 titres

### Dames
- En simple :
  1. Louise Moyes : 10 titres
  2. Violet Summerhayes : 6 titres
  3. Chris Evert, Monica Seles : 4 titres
  4. Maude Osborne, Juliette Atkinson, Olive Wade, Martina Navrátilová, Serena Williams : 3 titres
- En double :
  1. Louise Moyes, Florence Best : 8 titres

## Palmarès messieurs

### Simple
| No       | Date       | Nom et lieu du tournoi                                | Catégorie                                          | Dotation                                           | Surface                                            | Vainqueur                                          | Finaliste                                          | Score                                              |                                                    |
| -------- | ---------- | ----------------------------------------------------- | -------------------------------------------------- | -------------------------------------------------- | -------------------------------------------------- | -------------------------------------------------- | -------------------------------------------------- | -------------------------------------------------- | -------------------------------------------------- |
| 1        | 1881       |                                                       |                                                    | NC $                                               | NC                                                 | Isidore F. Hellmuth                                | W.H. Young                                         | 6-2, 6-2                                           |                                                    |
| 2        | 1882       |                                                       |                                                    | NC $                                               | NC                                                 | Harry D. Gamble                                    | Isidore F. Hellmuth                                | 6-2, 6-3, 6-2                                      |                                                    |
| 3        | 1883       |                                                       |                                                    | NC $                                               | NC                                                 | Charles H. Farnum                                  | Charles S. Hyman                                   | 6-3, 6-3, 0-6, 6-0                                 |                                                    |
| 4        | 1884       |                                                       |                                                    | NC $                                               | NC                                                 | Charles S. Hyman                                   | Alexander C. Galt                                  | 8-6, 6-8, 4-6, 6-4, 6-2                            |                                                    |
| 5        | 1885       |                                                       |                                                    | NC $                                               | NC                                                 | Joseph Clark                                       | Isidore F. Hellmuth                                | 6-3, 3-6, 6-1, 6-2                                 |                                                    |
| 6        | 1886       |                                                       |                                                    | NC $                                               | NC                                                 | Charles S. Hyman                                   | Isidore F. Hellmuth                                | 6-4, 6-4, 1-6, 4-6, 6-4                            |                                                    |
| 7        | 1887       |                                                       |                                                    | NC $                                               | NC                                                 | Charles S. Hyman                                   | Lawrence H. Baldwin                                | 6-0, 6-3, 6-3                                      |                                                    |
| 8        | 1888       |                                                       |                                                    | NC $                                               | NC                                                 | Charles S. Hyman                                   | R.S. Wood                                          | 7-5, 8-6, 6-4                                      |                                                    |
| 9        | 1889       |                                                       |                                                    | NC $                                               | NC                                                 | Charles S. Hyman                                   | Andrew E. Plummer                                  | 6-4, 7-5, 6-4                                      |                                                    |
| 10       | 1890       |                                                       |                                                    | NC $                                               | NC                                                 | Edward E. Tanner                                   | Oliver R. Macklem                                  | 6-4, 6-3, 6-2                                      |                                                    |
| 11       | 1891       |                                                       |                                                    | NC $                                               | NC                                                 | Fred S. Mansfield                                  | Edward E. Tanner                                   | 6-1, 6-1, 6-1                                      |                                                    |
| 12       | 1892       |                                                       |                                                    | NC $                                               | NC                                                 | Fred Hovey                                         | Henry G. Bixby                                     | 6-2, 6-0, 1-6, 6-1                                 |                                                    |
| 13       | 1893       |                                                       |                                                    | NC $                                               | NC                                                 | Harry E. Avery                                     | Henry Gordon Mackenzie                             | 4-6, 4-6, 6-3, 6-1, 6-3                            |                                                    |
| 14       | 1894       |                                                       |                                                    | NC $                                               | NC                                                 | Robert W. Pardo-Matthews                           | Harry E. Avery                                     | 3-6, 6-0, 2-6, 6-4, 6-2                            |                                                    |
| 15       | 1895       |                                                       |                                                    | NC $                                               | NC                                                 | William Larned                                     | Arthur E. Foote                                    | 6-1, 6-4, 6-2                                      |                                                    |
| 16       | 1896       |                                                       |                                                    | NC $                                               | NC                                                 | Robert Wrenn                                       | Edwin P. Fischer                                   | 6-1, 6-3, 7-5                                      |                                                    |
| 17       | 1897       |                                                       |                                                    | NC $                                               | NC                                                 | Leo Ware                                           | Edwin P. Fischer                                   | 8-6, 6-1, 6-3                                      |                                                    |
| 18       | 1898       |                                                       |                                                    | NC $                                               | NC                                                 | Leo Ware                                           | Malcolm Whitman                                    | 6-8, 6-2, 6-4, 6-2                                 |                                                    |
| 19       | 1899       |                                                       |                                                    | NC $                                               | NC                                                 | Malcolm Whitman                                    | Leo Ware                                           | 6-2, 6-3, 6-4                                      |                                                    |
| 20       | 1900       |                                                       |                                                    | NC $                                               | NC                                                 | Malcolm Whitman                                    | William Larned                                     | 7-5, 3-6, 6-3, 1-6, 7-5                            |                                                    |
| 21       | 1901       |                                                       |                                                    | NC $                                               | NC                                                 | William Larned                                     | Beals Wright                                       | 6-4, 6-4, 6-2                                      |                                                    |
| 22       | 1902       |                                                       |                                                    | NC $                                               | NC                                                 | Beals Wright                                       | Irving Wright                                      | 6-3, 6-3, 3-6, 6-1                                 |                                                    |
| 23       | 1903       |                                                       |                                                    | NC $                                               | NC                                                 | Beals Wright                                       | Edgar Leonard                                      | 8-6, 6-3, 6-4                                      |                                                    |
| 24       | 1904       |                                                       |                                                    | NC $                                               | NC                                                 | Beals Wright                                       | Louis H. Waidner                                   | 6-1, 6-2, 6-3                                      |                                                    |
| 25       | 1905       |                                                       |                                                    | NC $                                               | NC                                                 | Irving Wright                                      | B.M. Stewart                                       | 13-11, 8-6, 6-4                                    |                                                    |
| 26       | 1906       |                                                       |                                                    | NC $                                               | NC                                                 | Irving Wright                                      | Edwin P. Fischer                                   | 6-1, 6-3, 6-1                                      |                                                    |
| 27       | 1907       |                                                       |                                                    | NC $                                               | NC                                                 | James F. Foulkes                                   | Ralph Burns                                        | 6-3, 6-8, 6-3, 6-4                                 |                                                    |
| 28       | 1908       |                                                       |                                                    | NC $                                               | NC                                                 | Thomas Y. Sherwell                                 | James F. Foulkes                                   | 6-4, 6-1, 6-2                                      |                                                    |
| 29       | 1909       |                                                       |                                                    | NC $                                               | NC                                                 | James F. Foulkes                                   |                                                    | NC                                                 |                                                    |
| 30       | 1910       |                                                       |                                                    | NC $                                               | NC                                                 | James F. Foulkes                                   | Robert Baird                                       | 2-6, 6-1, 6-2, 4-6, 6-2                            |                                                    |
| 31       | 1911       |                                                       |                                                    | NC $                                               | NC                                                 | Bernard P. Schwengers                              |                                                    | NC                                                 |                                                    |
| 32       | 1912       |                                                       |                                                    | NC $                                               | NC                                                 | Bernard P. Schwengers                              | Joseph C. Tyler                                    | 6-2, 3-6, 6-3, 7-5                                 |                                                    |
| 33       | 1913       |                                                       |                                                    | NC $                                               | NC                                                 | Robert Baird                                       | Ralph Burns                                        | 6-2, 6-0, 4-6, 6-1                                 |                                                    |
| 34       | 1914       |                                                       |                                                    | NC $                                               | NC                                                 | Thomas Y. Sherwell                                 | Robert Baird                                       | 4-6, 6-3, 8-6, 6-3                                 |                                                    |
|          | 1915-1918  | Pas de tournoi (1re Guerre mondiale)                  | Pas de tournoi (1re Guerre mondiale)               | Pas de tournoi (1re Guerre mondiale)               | Pas de tournoi (1re Guerre mondiale)               | Pas de tournoi (1re Guerre mondiale)               | Pas de tournoi (1re Guerre mondiale)               | Pas de tournoi (1re Guerre mondiale)               | Pas de tournoi (1re Guerre mondiale)               |
| 35       | 1919       |                                                       |                                                    | NC $                                               | NC                                                 | Seiichiro Kashio                                   | Walter Wesbrook                                    | 3-6, 6-3, 6-1, 11-9                                |                                                    |
| 36       | 1920       |                                                       |                                                    | NC $                                               | NC                                                 | Paul Bennett                                       | William LeRoy Rennie                               | 6-3, 7-5, 6-4                                      |                                                    |
| 37       | 1921       |                                                       |                                                    | NC $                                               | NC                                                 | Wallace J. Bates                                   | Edmund Levy                                        | 4-6, 6-4, 6-2, 6-3                                 |                                                    |
| 38       | 1922       |                                                       |                                                    | NC $                                               | NC                                                 | Frank Anderson                                     | Robert Baird                                       | 6-3, 6-4, 6-3                                      |                                                    |
| 39       | 1923       |                                                       |                                                    | NC $                                               | NC                                                 | William LeRoy Rennie                               | W.H. Richards                                      | 6-2, 6-3, 6-3                                      |                                                    |
| 40       | 1924       |                                                       |                                                    | NC $                                               | NC                                                 | George Lott                                        | Cyril Andrewes                                     | 6-3, 7-5, 6-1                                      |                                                    |
| 41       | 1925       |                                                       |                                                    | NC $                                               | NC                                                 | Williard F. Crocker                                | Wallace Scott                                      | 4-6, 9-7, 18-16, 6-2                               |                                                    |
| 42       | 1926       |                                                       |                                                    | NC $                                               | NC                                                 | Leon De Turenne                                    | Wallace Scott                                      | 6-4, 6-3, 6-0                                      |                                                    |
| 43       | 1927       |                                                       |                                                    | NC $                                               | NC                                                 | Jack Wright                                        | Leon De Turenne                                    | 7-5, 8-6, 6-3                                      |                                                    |
| 44       | 1928       |                                                       |                                                    | NC $                                               | NC                                                 | Wilmer Allison                                     | John Van Ryn                                       | 6-2, 6-4, 6-3                                      |                                                    |
| 45       | 1929       |                                                       |                                                    | NC $                                               | NC                                                 | Jack Wright                                        | Frank Shields                                      | 6-4, 6-4, 1-6, 7-5                                 |                                                    |
| 46       | 1930       |                                                       |                                                    | NC $                                               | NC                                                 | George Lyttleton                                   | Gilbert Nunns                                      | 6-4, 8-6, 6-8, 9-7                                 |                                                    |
| 47       | 1931       |                                                       |                                                    | NC $                                               | NC                                                 | Jack Wright                                        | Gilbert Nunns                                      | 6-3, 6-4, 6-2                                      |                                                    |
| 48       | 1932       |                                                       |                                                    | NC $                                               | NC                                                 | Frank Parker                                       | George Lott                                        | 2-6, 6-1, 7-5, 6-2                                 |                                                    |
| 49       | 1933       |                                                       |                                                    | NC $                                               | NC                                                 | John Murio                                         | Walter Martin                                      | 6-3, 4-6, 4-6, 6-2, 6-2                            |                                                    |
| 50       | 1934       |                                                       |                                                    | NC $                                               | NC                                                 | Marcel Rainville                                   | Hal Surface                                        | 6-4, 7-5, 6-0                                      |                                                    |
| 51       | 1935       |                                                       |                                                    | NC $                                               | NC                                                 | William Eugene Smith                               | Richard Bennett                                    | 8-6, 6-2, 7-5                                      |                                                    |
| 52       | 1936       |                                                       |                                                    | NC $                                               | NC                                                 | Jack Tidball                                       | John Murio                                         | 8-6, 6-2, 6-2                                      |                                                    |
| 53       | 1937       |                                                       |                                                    | NC $                                               | NC                                                 | Walter Senior                                      | Robert Murray                                      | 2-6, 6-2, 6-3, 3-6, 6-2                            |                                                    |
| 54       | 1938       |                                                       |                                                    | NC $                                               | NC                                                 | Frank Parker                                       | Wilmer Allison                                     | 6-2, 6-2, 9-7                                      |                                                    |
| 55       | 1939       |                                                       |                                                    | NC $                                               | NC                                                 | Morey Lewis                                        | Robert Madden                                      | 6-2, 6-2, 6-3                                      |                                                    |
| 56       | 1940       |                                                       |                                                    | NC $                                               | NC                                                 | Donald McDiarmid                                   | Lewis Duff                                         | 6-1, 7-5, 6-2                                      |                                                    |
|          | 1941-1945  | Pas de tournoi (2e Guerre mondiale)                   | Pas de tournoi (2e Guerre mondiale)                | Pas de tournoi (2e Guerre mondiale)                | Pas de tournoi (2e Guerre mondiale)                | Pas de tournoi (2e Guerre mondiale)                | Pas de tournoi (2e Guerre mondiale)                | Pas de tournoi (2e Guerre mondiale)                | Pas de tournoi (2e Guerre mondiale)                |
| 57       | 1946       |                                                       |                                                    | NC $                                               | NC                                                 | Morey Lewis                                        | Donald McDiarmid                                   | 2-6, 8-6, 6-4, 6-4                                 |                                                    |
| 58       | 1947       |                                                       |                                                    | NC $                                               | NC                                                 | Jimmy Evert                                        | Emery Neale                                        | 2-6, 6-3, 5-7, 6-1, 6-2                            |                                                    |
| 59       | 1948       |                                                       |                                                    | NC $                                               | NC                                                 | William Tully                                      | Henri Rochon                                       | 6-4, 7-5, 6-0                                      |                                                    |
| 60       | 1949       |                                                       |                                                    | NC $                                               | NC                                                 | Henri Rochon                                       | Lorne Main                                         | 6-3, 6-4, 4-6, 6-2                                 |                                                    |
| 61       | 1950       |                                                       |                                                    | NC $                                               | NC                                                 | Brendan Macken                                     | Henri Rochon                                       | 6-0, 6-0, 6-3                                      |                                                    |
| 62       | 1951       |                                                       |                                                    | NC $                                               | NC                                                 | Tony Vincent                                       | Seymour Greenberg                                  | 7-9, 7-5, 7-5, 6-2                                 |                                                    |
| 63       | 1952       |                                                       |                                                    | NC $                                               | NC                                                 | Dick Savitt                                        | Kurt Nielsen                                       | 6-1, 6-0, 6-1                                      |                                                    |
| 64       | 1953       |                                                       |                                                    | NC $                                               | NC                                                 | Mervyn Rose                                        | Rex Hartwig                                        | 6-3, 6-4, 6-2                                      |                                                    |
| 65       | 1954       |                                                       |                                                    | NC $                                               | NC                                                 | Bernard Bartzen                                    | Kōsei Kamo                                         | 6-4, 6-0, 6-3                                      |                                                    |
| 66       | 1955       |                                                       |                                                    | NC $                                               | NC                                                 | Robert Bédard                                      | Henri Rochon                                       | 8-6, 6-2, 6-1                                      |                                                    |
| 67       | 1956       |                                                       |                                                    | NC $                                               | NC                                                 | Noel Brown                                         | Donald Fontana                                     | 6-0, 2-6, 6-3, 6-3                                 |                                                    |
| 68       | 1957       |                                                       |                                                    | NC $                                               | NC                                                 | Robert Bédard                                      | Ramanathan Krishnan                                | 6-1, 1-6, 6-2, 6-4                                 |                                                    |
| 69       | 1958       |                                                       |                                                    | NC $                                               | NC                                                 | Robert Bédard                                      | Whitney Reed                                       | 6-0, 6-3, 6-3                                      |                                                    |
| 70       | 1959       |                                                       |                                                    | NC $                                               | NC                                                 | Reynaldo Garrido                                   | Orlando H. Garrido                                 | 6-4, 1-6, 6-4, 6-1                                 |                                                    |
| 71       | 1960       |                                                       |                                                    | NC $                                               | NC                                                 | Ladislav Legenstein                                | Warren Woodcock                                    | 6-2, 6-2, 7-5                                      |                                                    |
| 72       | 1961       |                                                       |                                                    | NC $                                               | NC                                                 | Whitney Reed                                       | Mike Sangster                                      | 3-6, 6-0, 6-4, 6-2                                 |                                                    |
| 73       | 1962       |                                                       |                                                    | NC $                                               | NC                                                 | Juan Couder                                        | Jack Frost                                         | 6-3, 6-4, 6-3                                      |                                                    |
| 74       | 1963       |                                                       |                                                    | NC $                                               | NC                                                 | Whitney Reed                                       | Keith Carpenter                                    | 6-2, 6-4, 6-4                                      |                                                    |
| 75       | 1964       |                                                       |                                                    | NC $                                               | NC                                                 | Roy Emerson                                        | Fred Stolle                                        | 2-6, 4-6, 6-4, 6-3, 6-4                            |                                                    |
| 76       | 1965       |                                                       |                                                    | NC $                                               | NC                                                 | Ron Holmberg                                       | Lester Sack                                        | 4-6, 4-6, 6-4, 6-2, 6-2                            |                                                    |
| 77       | 1966       |                                                       |                                                    | NC $                                               | NC                                                 | Allen Fox                                          | Allan Stone                                        | 6-4, 6-4, 6-3                                      |                                                    |
| 78       | 1967       |                                                       |                                                    | NC $                                               | NC                                                 | Manuel Santana                                     | Roy Emerson                                        | 6-1, 10-8, 6-4                                     |                                                    |
| Ère Open |            |                                                       |                                                    |                                                    |                                                    |                                                    |                                                    |                                                    |                                                    |
| 79       | 1968       | Canadian Open                                         |                                                    | NC $                                               | NC                                                 | Ramanathan Krishnan                                | Torben Ulrich                                      | 6-3, 6-0, 7-5                                      |                                                    |
| 80       | 11-08-1969 | Canadian Open, Toronto                                |                                                    | 7 500 $                                            | Terre (ext.)                                       | Cliff Richey                                       | Butch Buchholz                                     | 6-4, 5-7, 6-4, 6-0                                 |                                                    |
| 81       | 10-08-1970 | Rothmans Canadian Open, Toronto                       |                                                    | 15 000 $                                           | Terre (ext.)                                       | Rod Laver                                          | Roger Taylor                                       | 6-0, 4-6, 6-3                                      |                                                    |
| 82       | 16-08-1971 | Rothmans Canadian Open, Montréal                      |                                                    | 50 000 $                                           | Terre (ext.)                                       | John Newcombe                                      | Tom Okker                                          | 7-6, 3-6, 6-2, 7-6                                 |                                                    |
| 83       | 14-08-1972 | Rothmans Canadian Open, Montréal                      | Championship Series                                | 70 000 $                                           | Terre (ext.)                                       | Ilie Năstase                                       | Andrew Pattison                                    | 6-4, 6-3                                           |                                                    |
| 84       | 20-08-1973 | Rothmans Canadian Open, Montréal                      | Championship Series                                | 100 000 $                                          | Dur (ext.)                                         | Tom Okker                                          | Manuel Orantes                                     | 6-3, 6-2, 6-1                                      |                                                    |
| 85       | 12-08-1974 | Rothmans Canadian Open, Montréal                      | Championship Series                                | 130 000 $                                          | Terre (ext.)                                       | Guillermo Vilas                                    | Manuel Orantes                                     | 6-4, 6-2, 6-3                                      |                                                    |
| 86       | 11-08-1975 | Rothmans Canadian Open, Montréal                      | Championship Series                                | 100 000 $                                          | Dur (ext.)                                         | Manuel Orantes                                     | Ilie Năstase                                       | 7-6, 6-0, 6-1                                      |                                                    |
| 87       | 16-08-1976 | Rothmans Canadian Open, Montréal                      |                                                    | 125 000 $                                          | Terre (ext.)                                       | Guillermo Vilas                                    | Wojtek Fibak                                       | 6-4, 7-6, 6-2                                      |                                                    |
| 88       | 15-08-1977 | Rothmans Canadian Open, Montréal                      |                                                    | 125 000 $                                          | Dur (ext.)                                         | Jeff Borowiak                                      | Jaime Fillol                                       | 6-0, 6-1                                           |                                                    |
| 89       | 14-08-1978 | Rothmans Canadian Open, Toronto                       | Championship Series                                | 175 000 $                                          | Terre (ext.)                                       | Eddie Dibbs                                        | José Luis Clerc                                    | 5-7, 6-4, 6-1                                      |                                                    |
| 90       | 13-08-1979 | Player's International Canadian Open, Toronto         | Championship Series                                | 175 000 $                                          | Dur (ext.)                                         | Björn Borg                                         | John McEnroe                                       | 6-3, 6-3                                           |                                                    |
| 91       | 11-08-1980 | Player's International Canadian Open, Toronto         | Championship Series                                | 175 000 $                                          | Dur (ext.)                                         | Ivan Lendl                                         | Björn Borg                                         | 4-6, 5-4, ab.                                      |                                                    |
| 92       | 10-08-1981 | Player's International Canadian Open, Montréal        | Championship Series                                | 200 000 $                                          | Dur (ext.)                                         | Ivan Lendl                                         | Eliot Teltscher                                    | 6-3, 6-2                                           |                                                    |
| 93       | 09-08-1982 | Player's International Canadian Open, Toronto         | Championship Series                                | 300 000 $                                          | Dur (ext.)                                         | Vitas Gerulaitis                                   | Ivan Lendl                                         | 4-6, 6-1, 6-3                                      |                                                    |
| 94       | 08-08-1983 | Player's International Canadian Open, Montréal        | Championship Series                                | 300 000 $                                          | Dur (ext.)                                         | Ivan Lendl                                         | Anders Järryd                                      | 6-2, 6-2                                           |                                                    |
| 95       | 13-08-1984 | Player's International Canadian Open, Toronto         | Championship Series                                | 300 000 $                                          | Dur (ext.)                                         | John McEnroe                                       | Vitas Gerulaitis                                   | 6-0, 6-3                                           |                                                    |
| 96       | 12-08-1985 | Player's International Canadian Open, Montréal        | Championship Series                                | 300 000 $                                          | Dur (ext.)                                         | John McEnroe                                       | Ivan Lendl                                         | 7-5, 6-3                                           |                                                    |
| 97       | 11-08-1986 | Player's International Canadian Open, Toronto         | Championship Series                                | 300 000 $                                          | Dur (ext.)                                         | Boris Becker                                       | Stefan Edberg                                      | 6-4, 3-6, 6-3                                      |                                                    |
| 98       | 10-08-1987 | Player's International Canadian Open, Montréal        | Championship Series                                | 300 000 $                                          | Dur (ext.)                                         | Ivan Lendl                                         | Stefan Edberg                                      | 6-4, 7-6                                           |                                                    |
| 99       | 08-08-1988 | Player's International Canadian Open, Toronto         | Championship Series                                | 410 000 $                                          | Dur (ext.)                                         | Ivan Lendl                                         | Kevin Curren                                       | 7-6, 6-2                                           |                                                    |
| 100      | 14-08-1989 | Player's International Canadian Open, Montréal        | Championship Series                                | 550 000 $                                          | Dur (ext.)                                         | Ivan Lendl                                         | John McEnroe                                       | 6-1, 6-3                                           |                                                    |
| 101      | 23-07-1990 | Canadian Open, Toronto                                | Championship Series SW                             | 930 000 $                                          | Dur (ext.)                                         | Michael Chang                                      | Jay Berger                                         | 4-6, 6-3, 7-6                                      |                                                    |
| 102      | 22-07-1991 | Canadian Open, Montréal                               | Championship Series SW                             | 930 000 $                                          | Dur (ext.)                                         | Andrei Chesnokov                                   | Petr Korda                                         | 3-6, 6-4, 6-3                                      |                                                    |
| 103      | 20-07-1992 | Canadian Open, Toronto                                | Championship Series SW                             | 1 025 000 $                                        | Dur (ext.)                                         | Andre Agassi                                       | Ivan Lendl                                         | 3-6, 6-2, 6-0                                      |                                                    |
| 104      | 26-07-1993 | Canadian Open, Montréal                               | Super 9                                            | 1 400 000 $                                        | Dur (ext.)                                         | Mikael Pernfors                                    | Todd Martin                                        | 2-6, 6-2, 7-5                                      |                                                    |
| 105      | 25-07-1994 | Canadian Open, Toronto                                | Super 9                                            | 1 470 000 $                                        | Dur (ext.)                                         | Andre Agassi                                       | Jason Stoltenberg                                  | 6-4, 6-4                                           |                                                    |
| 106      | 24-07-1995 | Canadian Open, Montréal                               | Super 9                                            | 1 545 000 $                                        | Dur (ext.)                                         | Andre Agassi                                       | Pete Sampras                                       | 3-6, 6-2, 6-3                                      |                                                    |
| 107      | 19-08-1996 | Canadian Open, Toronto                                | Super 9                                            | 1 750 000 $                                        | Dur (ext.)                                         | Wayne Ferreira                                     | Todd Woodbridge                                    | 6-2, 6-4                                           |                                                    |
| 108      | 28-07-1997 | du Maurier Open, Montréal                             | Super 9                                            | 2 050 000 $                                        | Dur (ext.)                                         | Chris Woodruff                                     | Gustavo Kuerten                                    | 7-5, 4-6, 6-3                                      |                                                    |
| 109      | 03-08-1998 | du Maurier Open, Toronto                              | Super 9                                            | 2 200 000 $                                        | Dur (ext.)                                         | Patrick Rafter                                     | Richard Krajicek                                   | 7-6, 6-4                                           | Tableau                                            |
| 110      | 02-08-1999 | du Maurier Open, Montréal                             | Super 9                                            | 2 200 000 $                                        | Dur (ext.)                                         | Thomas Johansson                                   | Ievgueni Kafelnikov                                | 1-6, 6-3, 6-3                                      | Tableau                                            |
| 111      | 31-07-2000 | du Maurier Open, Toronto                              | Masters Series                                     | 2 450 000 $                                        | Dur (ext.)                                         | Marat Safin                                        | Harel Levy                                         | 6-2, 6-3                                           | Tableau                                            |
| 112      | 30-07-2001 | Tennis Masters Series Montreal, Montréal              | Masters Series                                     | 2 450 000 $                                        | Dur (ext.)                                         | Andrei Pavel                                       | Patrick Rafter                                     | 7-63, 2-6, 6-3                                     | Tableau                                            |
| 113      | 29-07-2002 | Tennis Masters Series Toronto, Toronto                | Masters Series                                     | 2 450 000 $                                        | Dur (ext.)                                         | Guillermo Cañas                                    | Andy Roddick                                       | 6-4, 7-5                                           | Tableau                                            |
| 114      | 04-08-2003 | Masters de tennis du Canada, Montréal                 | Masters Series                                     | 2 200 000 $                                        | Dur (ext.)                                         | Andy Roddick                                       | David Nalbandian                                   | 6-1, 6-3                                           | Tableau                                            |
| 115      | 26-07-2004 | Canada Tennis Masters Series, Toronto                 | Masters Series                                     | 2 564 000 $                                        | Dur (ext.)                                         | Roger Federer                                      | Andy Roddick                                       | 7-5, 6-3                                           | Tableau                                            |
| 116      | 08-08-2005 | Rogers Cup presented by National Bank, Montréal       | Masters Series                                     | 2 200 000 $                                        | Dur (ext.)                                         | Rafael Nadal                                       | Andre Agassi                                       | 6-3, 4-6, 6-2                                      | Tableau                                            |
| 117      | 07-08-2006 | Rogers Cup presented by American Express, Toronto     | Masters Series                                     | 2 200 000 $                                        | Dur (ext.)                                         | Roger Federer                                      | Richard Gasquet                                    | 2-6, 6-3, 6-2                                      | Tableau                                            |
| 118      | 06-08-2007 | Coupe Rogers présentée par Banque Nationale, Montréal | Masters Series                                     | 2 200 000 $                                        | Dur (ext.)                                         | Novak Djokovic                                     | Roger Federer                                      | 7-62, 2-6, 7-62                                    | Tableau                                            |
| 119      | 21-07-2008 | Rogers Cup, Toronto                                   | Masters Series                                     | 2 365 000 $                                        | Dur (ext.)                                         | Rafael Nadal                                       | Nicolas Kiefer                                     | 6-3, 6-2                                           | Tableau                                            |
| 120      | 10-08-2009 | Coupe Rogers présentée par Banque Nationale, Montréal | Masters 1000                                       | 2 430 000 $                                        | Dur (ext.)                                         | Andy Murray                                        | Juan Martín del Potro                              | 64-7, 7-63, 6-1                                    | Tableau                                            |
| 121      | 09-08-2010 | Rogers Cup presented by National Bank, Toronto        | Masters 1000                                       | 2 430 000 $                                        | Dur (ext.)                                         | Andy Murray                                        | Roger Federer                                      | 7-5, 7-5                                           | Tableau                                            |
| 122      | 08-08-2011 | Coupe Rogers présentée par Banque Nationale, Montréal | Masters 1000                                       | 2 430 000 $                                        | Dur (ext.)                                         | Novak Djokovic                                     | Mardy Fish                                         | 6-2, 3-6, 6-4                                      | Tableau                                            |
| 123      | 06-08-2012 | Rogers Cup presented by National Bank, Toronto        | Masters 1000                                       | 2 648 700 $                                        | Dur (ext.)                                         | Novak Djokovic                                     | Richard Gasquet                                    | 6-3, 6-2                                           | Tableau                                            |
| 124      | 05-08-2013 | Coupe Rogers présentée par Banque Nationale, Montréal | Masters 1000                                       | 2 887 085 $                                        | Dur (ext.)                                         | Rafael Nadal                                       | Milos Raonic                                       | 6-2, 6-2                                           | Tableau                                            |
| 125      | 04-08-2014 | Rogers Cup presented by National Bank, Toronto        | Masters 1000                                       | 3 146 920 $                                        | Dur (ext.)                                         | Jo-Wilfried Tsonga                                 | Roger Federer                                      | 7-5, 7-63                                          | Tableau                                            |
| 126      | 10-08-2015 | Coupe Rogers présentée par Banque Nationale, Montréal | Masters 1000                                       | 3 587 490 $                                        | Dur (ext.)                                         | Andy Murray                                        | Novak Djokovic                                     | 6-4, 4-6, 6-3                                      | Tableau                                            |
| 127      | 25-07-2016 | Rogers Cup presented by National Bank, Toronto        | Masters 1000                                       | 4 089 740 $                                        | Dur (ext.)                                         | Novak Djokovic                                     | Kei Nishikori                                      | 6-3, 7-5                                           | Tableau                                            |
| 128      | 07-08-2017 | Coupe Rogers présentée par Banque Nationale, Montréal | Masters 1000                                       | 4 662 300 $                                        | Dur (ext.)                                         | Alexander Zverev                                   | Roger Federer                                      | 6-3, 6-4                                           | Tableau                                            |
| 129      | 06-08-2018 | Rogers Cup presented by National Bank, Toronto        | Masters 1000                                       | 5 315 025 $                                        | Dur (ext.)                                         | Rafael Nadal                                       | Stéfanos Tsitsipás                                 | 6-2, 7-64                                          | Tableau                                            |
| 130      | 05-08-2019 | Coupe Rogers, Montréal                                | Masters 1000                                       | 5 701 945 $                                        | Dur (ext.)                                         | Rafael Nadal                                       | Daniil Medvedev                                    | 6-3, 6-0                                           | Tableau                                            |
| –        | 2020       | Édition annulée à cause de la pandémie de Covid-19    | Édition annulée à cause de la pandémie de Covid-19 | Édition annulée à cause de la pandémie de Covid-19 | Édition annulée à cause de la pandémie de Covid-19 | Édition annulée à cause de la pandémie de Covid-19 | Édition annulée à cause de la pandémie de Covid-19 | Édition annulée à cause de la pandémie de Covid-19 | Édition annulée à cause de la pandémie de Covid-19 |
| 131      | 09-08-2021 | National Bank Open presented by Rogers, Toronto       | Masters 1000                                       | 2 850 975 $                                        | Dur (ext.)                                         | Daniil Medvedev                                    | Reilly Opelka                                      | 6-4, 6-3                                           | Tableau                                            |
| 132      | 08-08-2022 | Omnium Banque Nationale presenté par Rogers, Montréal | Masters 1000                                       | 5 926 545 $                                        | Dur (ext.)                                         | Pablo Carreño Busta                                | Hubert Hurkacz                                     | 3-6, 6-3, 6-3                                      | Tableau                                            |
| 133      | 07-08-2023 | National Bank Open presented by Rogers, Toronto       | Masters 1000                                       | 6 600 000 $                                        | Dur (ext.)                                         | Jannik Sinner                                      | Alex de Minaur                                     | 6-4, 6-1                                           | Tableau                                            |
| 134      | 06-08-2024 | Omnium Banque National présenté par Rogers, Montréal  | Masters 1000                                       | 6 795 555 $                                        | Dur (ext.)                                         | Alexei Popyrin                                     | Andrey Rublev                                      | 6-2, 6-4                                           | Tableau                                            |
| 135      | 27-07-2025 | National Bank Open presented by Rogers, Toronto       | Masters 1000                                       | 9 193 540 $                                        | Dur (ext.)                                         | Ben Shelton                                        | Karen Khachanov                                    | 65-7, 6-4, 7-63                                    | Tableau                                            |

### Double
| No                                   | Date       | Nom et lieu du tournoi                                | Catégorie                                          | Dotation                                           | Surface                                            | Vainqueurs                                         | Finalistes                                         | Score                                              |                                                    |
| ------------------------------------ | ---------- | ----------------------------------------------------- | -------------------------------------------------- | -------------------------------------------------- | -------------------------------------------------- | -------------------------------------------------- | -------------------------------------------------- | -------------------------------------------------- | -------------------------------------------------- |
| Palmarès pré-Ère Open à compléter... |            |                                                       |                                                    |                                                    |                                                    |                                                    |                                                    |                                                    |                                                    |
| Ère Open                             |            |                                                       |                                                    |                                                    |                                                    |                                                    |                                                    |                                                    |                                                    |
| 1                                    | 11-08-1969 | Canadian Open, Toronto                                |                                                    | 7 500 $                                            | Terre (ext.)                                       | Ron Holmberg John Newcombe                         | Butch Buchholz Raymond Moore                       | 6-3, 6-4                                           |                                                    |
| 2                                    | 10-08-1970 | Rothmans Canadian Open, Toronto                       |                                                    | 15 000 $                                           | Terre (ext.)                                       | Bill Bowrey Marty Riessen                          | Cliff Drysdale Fred Stolle                         | 6-3, 6-2                                           |                                                    |
| 3                                    | 16-08-1971 | Rothmans Canadian Open, Montréal                      |                                                    | 50 000 $                                           | Terre (ext.)                                       | Tom Okker Marty Riessen                            | Arthur Ashe Dennis Ralston                         | 6-3, 6-3, 6-1                                      |                                                    |
| 4                                    | 14-08-1972 | Rothmans Canadian Open, Montréal                      | Championship Series                                | 70 000 $                                           | Terre (ext.)                                       | Ilie Năstase Ion Țiriac                            | Jan Kodeš Jan Kukal                                | 7-6, 6-3                                           |                                                    |
| 5                                    | 20-08-1973 | Rothmans Canadian Open, Montréal                      | Championship Series                                | 100 000 $                                          | Dur (ext.)                                         | Rod Laver Ken Rosewall                             | Owen Davidson John Newcombe                        | 7-5, 7-6                                           |                                                    |
| 6                                    | 12-08-1974 | Rothmans Canadian Open, Montréal                      | Championship Series                                | 130 000 $                                          | Terre (ext.)                                       | Manuel Orantes Guillermo Vilas                     | Jürgen Fassbender Hans-Jürgen Pohmann              | 6-1, 2-6, 6-2                                      |                                                    |
| 7                                    | 11-08-1975 | Rothmans Canadian Open, Montréal                      | Championship Series                                | 100 000 $                                          | Dur (ext.)                                         | Cliff Drysdale Raymond Moore                       | Jan Kodeš Ilie Năstase                             | 6-4, 5-7, 7-6                                      |                                                    |
| 8                                    | 16-08-1976 | Rothmans Canadian Open, Montréal                      |                                                    | 125 000 $                                          | Terre (ext.)                                       | Bob Hewitt Raúl Ramírez                            | Juan Gisbert Manuel Orantes                        | 6-2, 6-1                                           |                                                    |
| 9                                    | 15-08-1977 | Rothmans Canadian Open, Montréal                      |                                                    | 125 000 $                                          | Dur (ext.)                                         | Bob Hewitt Raúl Ramírez                            | Fred McNair Sherwood Stewart                       | 6-4, 3-6, 6-2                                      |                                                    |
| 10                                   | 14-08-1978 | Rothmans Canadian Open, Toronto                       | Championship Series                                | 175 000 $                                          | Terre (ext.)                                       | Wojtek Fibak Tom Okker                             | Colin Dowdeswell Heinz Günthardt                   | 6-3, 7-6                                           |                                                    |
| 11                                   | 13-08-1979 | Player's International Canadian Open, Toronto         | Championship Series                                | 175 000 $                                          | Dur (ext.)                                         | Peter Fleming John McEnroe                         | Heinz Günthardt Bob Hewitt                         | 6-7, 7-6, 6-1                                      |                                                    |
| 12                                   | 11-08-1980 | Player's International Canadian Open, Toronto         | Championship Series                                | 175 000 $                                          | Dur (ext.)                                         | Bruce Manson Brian Teacher                         | Heinz Günthardt Sandy Mayer                        | 6-3, 3-6, 6-4                                      |                                                    |
| 13                                   | 10-08-1981 | Player's International Canadian Open, Montréal        | Championship Series                                | 200 000 $                                          | Dur (ext.)                                         | Raúl Ramírez Ferdi Taygan                          | Peter Fleming John McEnroe                         | 2-6, 7-6, 6-4                                      |                                                    |
| 14                                   | 09-08-1982 | Player's International Canadian Open, Toronto         | Championship Series                                | 300 000 $                                          | Dur (ext.)                                         | Steve Denton Mark Edmondson                        | Peter Fleming John McEnroe                         | 6-7, 7-5, 6-2                                      |                                                    |
| 15                                   | 08-08-1983 | Player's International Canadian Open, Montréal        | Championship Series                                | 300 000 $                                          | Dur (ext.)                                         | Sandy Mayer Ferdi Taygan                           | Tim Gullikson Tom Gullikson                        | 6-3, 6-4                                           |                                                    |
| 16                                   | 13-08-1984 | Player's International Canadian Open, Toronto         | Championship Series                                | 300 000 $                                          | Dur (ext.)                                         | Peter Fleming John McEnroe                         | John Fitzgerald Kim Warwick                        | 6-4, 7-6                                           |                                                    |
| 17                                   | 12-08-1985 | Player's International Canadian Open, Montréal        | Championship Series                                | 300 000 $                                          | Dur (ext.)                                         | Ken Flach Robert Seguso                            | Stefan Edberg Anders Järryd                        | 5-7, 7-6, 6-3                                      |                                                    |
| 18                                   | 11-08-1986 | Player's International Canadian Open, Toronto         | Championship Series                                | 300 000 $                                          | Dur (ext.)                                         | Chip Hooper Mike Leach                             | Boris Becker Slobodan Živojinović                  | 6-4, 5-7, 6-2                                      |                                                    |
| 19                                   | 10-08-1987 | Player's International Canadian Open, Montréal        | Championship Series                                | 300 000 $                                          | Dur (ext.)                                         | Pat Cash Stefan Edberg                             | Peter Doohan Laurie Warder                         | 6-4, 3-6, 6-3                                      |                                                    |
| 20                                   | 08-08-1988 | Player's International Canadian Open, Toronto         | Championship Series                                | 410 000 $                                          | Dur (ext.)                                         | Ken Flach Robert Seguso                            | Andrew Castle Tim Wilkison                         | 7-63, 6-3                                          |                                                    |
| 21                                   | 14-08-1989 | Player's International Canadian Open, Montréal        | Championship Series                                | 550 000 $                                          | Dur (ext.)                                         | Kelly Evernden Todd Witsken                        | Charles Beckman Shelby Cannon                      | 6-3, 6-3                                           |                                                    |
| 22                                   | 23-07-1990 | Canadian Open, Toronto                                | Championship Series SW                             | 930 000 $                                          | Dur (ext.)                                         | Paul Annacone David Wheaton                        | Broderick Dyke Peter Lundgren                      | 6-1, 7-6                                           |                                                    |
| 23                                   | 22-07-1991 | Canadian Open, Montréal                               | Championship Series SW                             | 930 000 $                                          | Dur (ext.)                                         | Patrick Galbraith Todd Witsken                     | Grant Connell Glenn Michibata                      | 6-4, 3-6, 6-1                                      |                                                    |
| 24                                   | 20-07-1992 | Canadian Open, Toronto                                | Championship Series SW                             | 1 025 000 $                                        | Dur (ext.)                                         | Patrick Galbraith Danie Visser                     | Andre Agassi John McEnroe                          | 6-4, 6-4                                           |                                                    |
| 25                                   | 26-07-1993 | Canadian Open, Montréal                               | Super 9                                            | 1 400 000 $                                        | Dur (ext.)                                         | Jim Courier Mark Knowles                           | Glenn Michibata David Pate                         | 6-4, 7-6                                           |                                                    |
| 26                                   | 25-07-1994 | Canadian Open, Toronto                                | Super 9                                            | 1 470 000 $                                        | Dur (ext.)                                         | Byron Black Jonathan Stark                         | Patrick McEnroe Jared Palmer                       | 6-4, 6-4                                           |                                                    |
| 27                                   | 24-07-1995 | Canadian Open, Montréal                               | Super 9                                            | 1 545 000 $                                        | Dur (ext.)                                         | Ievgueni Kafelnikov Andreï Olhovskiy               | Brian MacPhie Sandon Stolle                        | 6-2, 6-2                                           |                                                    |
| 28                                   | 19-08-1996 | Canadian Open, Toronto                                | Super 9                                            | 1 750 000 $                                        | Dur (ext.)                                         | Patrick Galbraith Paul Haarhuis                    | Mark Knowles Daniel Nestor                         | 7-6, 6-3                                           |                                                    |
| 29                                   | 28-07-1997 | du Maurier Open, Montréal                             | Super 9                                            | 2 050 000 $                                        | Dur (ext.)                                         | Mahesh Bhupathi Leander Paes                       | Sébastien Lareau Alex O'Brien                      | 7-6, 6-3                                           |                                                    |
| 30                                   | 03-08-1998 | du Maurier Open, Toronto                              | Super 9                                            | 2 200 000 $                                        | Dur (ext.)                                         | Martin Damm Jim Grabb                              | Ellis Ferreira Rick Leach                          | 6-7, 6-2, 7-6                                      | Tableau                                            |
| 31                                   | 02-08-1999 | du Maurier Open, Montréal                             | Super 9                                            | 2 200 000 $                                        | Dur (ext.)                                         | Jonas Björkman Patrick Rafter                      | Byron Black Wayne Ferreira                         | 7-6, 6-4                                           | Tableau                                            |
| 32                                   | 31-07-2000 | du Maurier Open, Toronto                              | Masters Series                                     | 2 450 000 $                                        | Dur (ext.)                                         | Sébastien Lareau Daniel Nestor                     | Joshua Eagle Andrew Florent                        | 6-3, 7-63                                          | Tableau                                            |
| 33                                   | 30-07-2001 | Tennis Masters Series Montreal, Montréal              | Masters Series                                     | 2 450 000 $                                        | Dur (ext.)                                         | Jiří Novák David Rikl                              | Donald Johnson Jared Palmer                        | 6-4, 3-6, 6-3                                      | Tableau                                            |
| 34                                   | 29-07-2002 | Tennis Masters Series Toronto, Toronto                | Masters Series                                     | 2 450 000 $                                        | Dur (ext.)                                         | Bob Bryan Mike Bryan                               | Mark Knowles Daniel Nestor                         | 4-6, 7-61, 6-3                                     | Tableau                                            |
| 35                                   | 04-08-2003 | Masters de tennis du Canada, Montréal                 | Masters Series                                     | 2 200 000 $                                        | Dur (ext.)                                         | Mahesh Bhupathi Max Mirnyi                         | Jonas Björkman Todd Woodbridge                     | 6-3, 7-64                                          | Tableau                                            |
| 36                                   | 26-07-2004 | Canada Tennis Masters Series, Toronto                 | Masters Series                                     | 2 564 000 $                                        | Dur (ext.)                                         | Mahesh Bhupathi Leander Paes                       | Jonas Björkman Max Mirnyi                          | 6-4, 6-2                                           | Tableau                                            |
| 37                                   | 08-08-2005 | Rogers Cup presented by National Bank, Montréal       | Masters Series                                     | 2 200 000 $                                        | Dur (ext.)                                         | Wayne Black Kevin Ullyett                          | Jonathan Erlich Andy Ram                           | 6-75, 6-3, 6-0                                     | Tableau                                            |
| 38                                   | 07-08-2006 | Rogers Cup presented by American Express, Toronto     | Masters Series                                     | 2 200 000 $                                        | Dur (ext.)                                         | Bob Bryan Mike Bryan                               | Paul Hanley Kevin Ullyett                          | 6-3, 7-5                                           | Tableau                                            |
| 39                                   | 06-08-2007 | Coupe Rogers présentée par Banque Nationale, Montréal | Masters Series                                     | 2 200 000 $                                        | Dur (ext.)                                         | Mahesh Bhupathi Pavel Vízner                       | Paul Hanley Kevin Ullyett                          | 6-4, 6-4                                           | Tableau                                            |
| 40                                   | 21-07-2008 | Rogers Cup, Toronto                                   | Masters Series                                     | 2 365 000 $                                        | Dur (ext.)                                         | Daniel Nestor Nenad Zimonjić                       | Bob Bryan Mike Bryan                               | 6-2, 4-6, [10-6]                                   | Tableau                                            |
| 41                                   | 10-08-2009 | Coupe Rogers présentée par Banque Nationale, Montréal | Masters 1000                                       | 2 430 000 $                                        | Dur (ext.)                                         | Mahesh Bhupathi Mark Knowles                       | Max Mirnyi Andy Ram                                | 6-4, 6-3                                           | Tableau                                            |
| 42                                   | 09-08-2010 | Rogers Cup presented by National Bank, Toronto        | Masters 1000                                       | 2 430 000 $                                        | Dur (ext.)                                         | Bob Bryan Mike Bryan                               | Julien Benneteau Michaël Llodra                    | 7-5, 6-3                                           | Tableau                                            |
| 43                                   | 08-08-2011 | Coupe Rogers présentée par Banque Nationale, Montréal | Masters 1000                                       | 2 430 000 $                                        | Dur (ext.)                                         | Michaël Llodra Nenad Zimonjić                      | Bob Bryan Mike Bryan                               | 6-4, 6-75, [10-6]                                  | Tableau                                            |
| 44                                   | 06-08-2012 | Rogers Cup presented by National Bank, Toronto        | Masters 1000                                       | 2 648 700 $                                        | Dur (ext.)                                         | Bob Bryan Mike Bryan                               | Marcel Granollers Marc López                       | 6-1, 4-6, [12-10]                                  | Tableau                                            |
| 45                                   | 05-08-2013 | Coupe Rogers présentée par Banque Nationale, Montréal | Masters 1000                                       | 2 887 085 $                                        | Dur (ext.)                                         | Alexander Peya Bruno Soares                        | Colin Fleming Andy Murray                          | 6-4, 7-64                                          | Tableau                                            |
| 46                                   | 04-08-2014 | Rogers Cup presented by National Bank, Toronto        | Masters 1000                                       | 3 146 920 $                                        | Dur (ext.)                                         | Alexander Peya Bruno Soares                        | Ivan Dodig Marcelo Melo                            | 6-4, 6-3                                           | Tableau                                            |
| 47                                   | 10-08-2015 | Coupe Rogers présentée par Banque Nationale, Montréal | Masters 1000                                       | 3 587 490 $                                        | Dur (ext.)                                         | Bob Bryan Mike Bryan                               | Daniel Nestor Édouard Roger-Vasselin               | 7-65, 3-6, [10-6]                                  | Tableau                                            |
| 48                                   | 25-07-2016 | Rogers Cup presented by National Bank, Toronto        | Masters 1000                                       | 4 089 740 $                                        | Dur (ext.)                                         | Ivan Dodig Marcelo Melo                            | Jamie Murray Bruno Soares                          | 6-4, 6-4                                           | Tableau                                            |
| 49                                   | 07-08-2017 | Coupe Rogers présentée par Banque Nationale, Montréal | Masters 1000                                       | 4 662 300 $                                        | Dur (ext.)                                         | Pierre-Hugues Herbert Nicolas Mahut                | Rohan Bopanna Ivan Dodig                           | 6-4, 3-6, [10-6]                                   | Tableau                                            |
| 50                                   | 06-08-2018 | Rogers Cup presented by National Bank, Toronto        | Masters 1000                                       | 5 315 025 $                                        | Dur (ext.)                                         | Henri Kontinen John Peers                          | Raven Klaasen Michael Venus                        | 6-2, 67-7, [10-6]                                  | Tableau                                            |
| 51                                   | 05-08-2019 | Coupe Rogers, Montréal                                | Masters 1000                                       | 5 701 945 $                                        | Dur (ext.)                                         | Marcel Granollers Horacio Zeballos                 | Robin Haase Wesley Koolhof                         | 7-5, 7-5                                           | Tableau                                            |
| –                                    | 2020       | Édition annulée à cause de la pandémie de Covid-19    | Édition annulée à cause de la pandémie de Covid-19 | Édition annulée à cause de la pandémie de Covid-19 | Édition annulée à cause de la pandémie de Covid-19 | Édition annulée à cause de la pandémie de Covid-19 | Édition annulée à cause de la pandémie de Covid-19 | Édition annulée à cause de la pandémie de Covid-19 | Édition annulée à cause de la pandémie de Covid-19 |
| 52                                   | 09-08-2021 | National Bank Open presented by Rogers, Toronto       | Masters 1000                                       | 2 850 975 $                                        | Dur (ext.)                                         | Rajeev Ram Joe Salisbury                           | Nikola Mektić Mate Pavić                           | 6-3, 4-6, [10-3]                                   | Tableau                                            |
| 53                                   | 08-08-2022 | Omnium Banque Nationale presenté par Rogers, Montréal | Masters 1000                                       | 5 926 545 $                                        | Dur (ext.)                                         | Wesley Koolhof Neal Skupski                        | Daniel Evans John Peers                            | 6-2, 4-6, [10-6]                                   | Tableau                                            |
| 54                                   | 07-08-2023 | National Bank Open presented by Rogers, Toronto       | Masters 1000                                       | 6 600 000 $                                        | Dur (ext.)                                         | Marcelo Arévalo Jean-Julien Rojer                  | Rajeev Ram Joe Salisbury                           | 6-3, 6-1                                           | Tableau                                            |
| 55                                   | 06-08-2024 | Omnium Banque National présenté par Rogers, Montréal  | Masters 1000                                       | 6 795 555 $                                        | Dur (ext.)                                         | Marcel Granollers Horacio Zeballos                 | Rajeev Ram Joe Salisbury                           | 6-2, 7-64                                          | Tableau                                            |
| 54                                   | 27-07-2025 | National Bank Open presented by Rogers, Toronto       | Masters 1000                                       | 9 193 540 $                                        | Dur (ext.)                                         | Julian Cash Lloyd Glasspool                        | Joe Salisbury Neal Skupski                         | 6-3, 65-7, [13-11]                                 | Tableau                                            |

## Palmarès dames

### Simple
| No       | Date       | Nom et lieu du tournoi                                | Catégorie                                          | Dotation                                           | Surface                                            | Vainqueure                                         | Finaliste                                          | Score                                              |                                                    |
| -------- | ---------- | ----------------------------------------------------- | -------------------------------------------------- | -------------------------------------------------- | -------------------------------------------------- | -------------------------------------------------- | -------------------------------------------------- | -------------------------------------------------- | -------------------------------------------------- |
| 1        | 1892       | Canadian Championships                                |                                                    | NC                                                 | NC                                                 | Maude Osborne                                      | NC                                                 | NC                                                 |                                                    |
| 2        | 1893       | Canadian Championships                                |                                                    | NC                                                 | NC                                                 | Maude Osborne                                      | NC                                                 | NC                                                 |                                                    |
| 3        | 1894       | Canadian Championships                                |                                                    | NC                                                 | NC                                                 | Maude Osborne                                      | NC                                                 | NC                                                 |                                                    |
| 4        | 1895       | Canadian Championships, Niagara-on-the-Lake           |                                                    | NC                                                 | NC                                                 | Mme Sydney Smith                                   | Maude Osborne                                      | 3-6, 6-4, 6-3                                      |                                                    |
| 5        | 1896       | Canadian Championships                                |                                                    | NC                                                 | NC                                                 | Juliette Atkinson                                  | NC                                                 | NC                                                 |                                                    |
| 6        | 1897       | Canadian Championships                                |                                                    | NC                                                 | NC                                                 | Juliette Atkinson                                  | NC                                                 | NC                                                 |                                                    |
| 7        | 1898       | Canadian Championships                                |                                                    | NC                                                 | NC                                                 | Juliette Atkinson                                  | NC                                                 | NC                                                 |                                                    |
| 8        | 1899       | Canadian Championships                                |                                                    | NC                                                 | NC                                                 | Violet Summerhayes                                 | NC                                                 | NC                                                 |                                                    |
| 9        | 1900       | Canadian Championships                                |                                                    | NC                                                 | NC                                                 | Violet Summerhayes                                 | NC                                                 | NC                                                 |                                                    |
| 10       | 1901       | Canadian Championships                                |                                                    | NC                                                 | NC                                                 | Violet Summerhayes                                 | NC                                                 | NC                                                 |                                                    |
| 11       | 1902       | Canadian Championships                                |                                                    | NC                                                 | NC                                                 | Violet Summerhayes                                 | NC                                                 | NC                                                 |                                                    |
| 12       | 1903       | Canadian Championships                                |                                                    | NC                                                 | NC                                                 | Violet Summerhayes                                 | NC                                                 | NC                                                 |                                                    |
| 13       | 1904       | Canadian Championships                                |                                                    | NC                                                 | NC                                                 | Violet Summerhayes                                 | NC                                                 | NC                                                 |                                                    |
| 14       | 1906       | Canadian Championships                                |                                                    | NC                                                 | NC                                                 | Louise Moyes                                       | NC                                                 | NC                                                 |                                                    |
| 15       | 1907       | Canadian Championships                                |                                                    | NC                                                 | NC                                                 | Louise Moyes                                       | NC                                                 | NC                                                 |                                                    |
| 16       | 1908       | Canadian Championships                                |                                                    | NC                                                 | NC                                                 | Louise Moyes                                       | NC                                                 | NC                                                 |                                                    |
| 17       | 1909       | Canadian Championships                                |                                                    | NC                                                 | NC                                                 | May Sutton                                         | NC                                                 | NC                                                 |                                                    |
| 18       | 1910       | Canadian Championships                                |                                                    | NC                                                 | NC                                                 | Louise Moyes                                       | NC                                                 | NC                                                 |                                                    |
| 19       | 1911       | Canadian Championships                                |                                                    | NC                                                 | NC                                                 | Florence Sutton                                    | NC                                                 | NC                                                 |                                                    |
| 20       | 1912       | Canadian Championships                                |                                                    | NC                                                 | NC                                                 | Mary Kendall Browne                                | NC                                                 | NC                                                 |                                                    |
| 21       | 1913       | Canadian Championships                                |                                                    | NC                                                 | NC                                                 | Louise Moyes                                       | NC                                                 | NC                                                 |                                                    |
| 22       | 1914       | Canadian Championships                                |                                                    | NC                                                 | NC                                                 | Louise Moyes                                       | NC                                                 | NC                                                 |                                                    |
|          | 1915-1918  | Pas de tournoi (1re Guerre mondiale)                  | Pas de tournoi (1re Guerre mondiale)               | Pas de tournoi (1re Guerre mondiale)               | Pas de tournoi (1re Guerre mondiale)               | Pas de tournoi (1re Guerre mondiale)               | Pas de tournoi (1re Guerre mondiale)               | Pas de tournoi (1re Guerre mondiale)               | Pas de tournoi (1re Guerre mondiale)               |
| 23       | 1919       | Canadian Championships, Vancouver                     |                                                    | NC                                                 | NC                                                 | Marion Zinderstein                                 | NC                                                 | NC                                                 |                                                    |
| 24       | 1920       | Canadian Championships                                |                                                    | NC                                                 | NC                                                 | Louise Moyes                                       | NC                                                 | NC                                                 |                                                    |
| 25       | 1921       | Canadian Championships                                |                                                    | NC                                                 | NC                                                 | Louise Moyes                                       | NC                                                 | NC                                                 |                                                    |
| 26       | 1922       | Canadian Championships, Vancouver                     |                                                    | NC                                                 | NC                                                 | Louise Moyes                                       | NC                                                 | NC                                                 |                                                    |
| 27       | 1923       | Canadian Championships                                |                                                    | NC                                                 | NC                                                 | Florence Best                                      | NC                                                 | NC                                                 |                                                    |
| 28       | 1924       | Canadian Championships                                |                                                    | NC                                                 | NC                                                 | Louise Moyes                                       | NC                                                 | NC                                                 |                                                    |
| 29       | 1925       | Canadian Championships, Vancouver                     |                                                    | NC                                                 | NC                                                 | Marjorie Leeming                                   | NC                                                 | 7-5, 6-4                                           |                                                    |
| 30       | 1926       | Canadian Championships                                |                                                    | NC                                                 | NC                                                 | Marjorie Leeming                                   | NC                                                 | NC                                                 |                                                    |
| 31       | 1927       | Canadian Championships                                |                                                    | NC                                                 | NC                                                 | Caroline Swartz                                    | NC                                                 | NC                                                 |                                                    |
| 32       | 1928       | Canadian Championships                                |                                                    | NC                                                 | NC                                                 | Marjorie Gladman                                   | NC                                                 | NC                                                 |                                                    |
| 33       | 1929       | Canadian Championships, Toronto                       |                                                    | NC                                                 | NC                                                 | Olive Wade                                         | Ruth Riese                                         | 6-0, 1-6, 6-1                                      |                                                    |
| 34       | 1930       | Canadian Championships                                |                                                    | NC                                                 | NC                                                 | Olive Wade                                         | NC                                                 | NC                                                 |                                                    |
| 35       | 1931       | Canadian Championships, Vancouver                     |                                                    | NC                                                 | Gazon (ext.)                                       | Edith Cross                                        | Marjorie Leeming                                   | 6-2, 6-2                                           |                                                    |
| 36       | 1932       | Canadian Championships, Ottawa                        |                                                    | NC                                                 | NC                                                 | Olive Wade                                         | Marjorie Leeming                                   | 4-6, 6-4, 6-1                                      |                                                    |
| 37       | 1933       | Canadian Championships, Vancouver                     |                                                    | NC                                                 | NC                                                 | Gracyn Wheeler                                     | Mary Campbell                                      | 4-6, 6-1, 6-3                                      |                                                    |
| 38       | 1934       | Canadian Championships, Toronto                       |                                                    | NC                                                 | NC                                                 | Caroline Deacon                                    | Eleanor Young                                      | 7-5, 6-3                                           |                                                    |
| 39       | 1935       | Canadian Championships                                |                                                    | NC                                                 | NC                                                 | Margaret Osborne                                   | Gussie Raegener                                    | 6-4, 6-2                                           |                                                    |
| 40       | 1936       | Canadian Championships, Vancouver                     |                                                    | NC                                                 | Gazon (ext.)                                       | Esther Hare Bartosch                               | Jean Milne                                         | 6-1, 3-6, 6-1                                      |                                                    |
| 41       | 1937       | Canadian Championships, Toronto                       |                                                    | NC                                                 | Gazon (ext.)                                       | Evelyn Dearman                                     | Mary Hardwick                                      | Forfait                                            |                                                    |
| 42       | 1938       | Canadian Championships                                |                                                    | NC                                                 | NC                                                 | Rene Bolte                                         | Lila Porter                                        | 6-4, 6-4                                           |                                                    |
| 43       | 1939       | Canadian Championships                                |                                                    | NC                                                 | NC                                                 | Elizabeth Blackman                                 | NC                                                 | NC                                                 |                                                    |
| 44       | 1940       | Canadian Championships, Toronto                       |                                                    | NC                                                 | Gazon (ext.)                                       | Eleanor Young                                      | Jean Milne                                         | 7-5, 7-5                                           |                                                    |
|          | 1940-1945  | Pas de tournoi (2e Guerre mondiale)                   | Pas de tournoi (2e Guerre mondiale)                | Pas de tournoi (2e Guerre mondiale)                | Pas de tournoi (2e Guerre mondiale)                | Pas de tournoi (2e Guerre mondiale)                | Pas de tournoi (2e Guerre mondiale)                | Pas de tournoi (2e Guerre mondiale)                | Pas de tournoi (2e Guerre mondiale)                |
| 45       | 1946       | Canadian Nationals                                    |                                                    | NC                                                 | NC                                                 | Baba Lewis                                         | Noreen Haney                                       | 6-1, 6-3                                           |                                                    |
| 46       | 1947       | Canadian Nationals                                    |                                                    | NC                                                 | NC                                                 | Gracyn Wheeler                                     | Eleanor Young                                      | 6-0, 3-6, 6-0                                      |                                                    |
| 47       | 1948       | Canadian Championships, Vancouver                     |                                                    | NC                                                 | NC                                                 | Patricia Macken                                    | Elaine Fildes                                      | 2-6, 8-6, 6-2                                      |                                                    |
| 48       | 1949       | Canadian Championships, Halifax                       |                                                    | NC                                                 | NC                                                 | Baba Lewis                                         | Patricia Macken                                    | 6-0, 6-1                                           |                                                    |
| 49       | 1950       | Canadian Championships, Québec                        |                                                    | NC                                                 | NC                                                 | Barbara Knapp                                      | Doris Popple                                       | 8-6, 6-8, 7-5                                      |                                                    |
| 50       | 1951       | Canadian Championships, Toronto                       |                                                    | NC                                                 | NC                                                 | Lucille Davidson                                   | P. Lowe                                            | 8-6, 6-1                                           |                                                    |
| 51       | 1952       | Canadian Championships, Toronto                       |                                                    | NC                                                 | NC                                                 | Melita Ramírez                                     | Lucille Davidson                                   | 6-4, 6-3                                           |                                                    |
| 52       | 1953       | Canadian Championships, Toronto                       |                                                    | NC                                                 | Gazon (ext.)                                       | Melita Ramírez                                     | Thelma Coyne Long                                  | 6-1, 6-3                                           |                                                    |
| 53       | 1954       | Canadian Nationals, Toronto                           |                                                    | NC                                                 | NC                                                 | Karol Fageros                                      | Ethel Norton                                       | 3-6, 7-5, 6-4                                      |                                                    |
| 54       | 1955       | Canadian Championships, Toronto                       |                                                    | NC                                                 | NC                                                 | Hanna Sladek                                       | Connie Bowan                                       | 8-6, 6-0                                           |                                                    |
| 55       | 1956       | Canadian Championships, Vancouver                     |                                                    | NC                                                 | NC                                                 | Jean Laird                                         | Linda Vail                                         | 4-6, 7-5, 8-6                                      |                                                    |
| 56       | 1957       | Canadian Championships, Montréal                      |                                                    | NC                                                 | NC                                                 | Louise Brown                                       | Sieglinde Boeck                                    | 6-4, 6-3                                           |                                                    |
| 57       | 1958       | Canadian Championships, Vancouver                     |                                                    | NC                                                 | Gazon (ext.)                                       | Eleanor Dodge                                      | Barbara Browning                                   | 6-3, 6-4                                           |                                                    |
| 58       | 1959       | Canadian Championships, Toronto                       |                                                    | NC                                                 | NC                                                 | Mary Martin                                        | Marta Hernández                                    | 6-1, 6-2                                           |                                                    |
| 59       | 1960       | Carling Canadian National Chmps, Toronto              |                                                    | NC                                                 | Terre (ext.)                                       | Donna Floyd                                        | Ann Barclay                                        | 7-5, 6-2                                           |                                                    |
| 60       | 1961       | Canadian Nationals, Toronto                           |                                                    | NC                                                 | Terre (ext.)                                       | Ann Haydon-Jones                                   | Ann Barclay                                        | NC                                                 |                                                    |
| 61       | 1962       | Canadian Championships                                |                                                    | NC                                                 | NC                                                 | Ann Barclay                                        | Louise Brown                                       | 6-3, 6-4                                           |                                                    |
| 62       | 1963       | Canadian Nationals, Vancouver                         |                                                    | NC                                                 | NC                                                 | Ann Barclay                                        | Louise Brown                                       | 6-0, 6-1                                           |                                                    |
| 63       | 1964       | Canadian Nationals, Montréal                          |                                                    | NC                                                 | Gazon (ext.)                                       | Benita Senn                                        | Louise Brown                                       | 6-4, 6-4                                           |                                                    |
| 64       | 1965       | Canadian Nationals, Toronto                           |                                                    | NC                                                 | Gazon (ext.)                                       | Julie Heldman                                      | Faye Urban                                         | 6-3, 8-6                                           |                                                    |
| 65       | 1966       | Canadian Nationals, Vancouver                         |                                                    | NC                                                 | Gazon (ext.)                                       | Rita Bentley                                       | Susan Butt                                         | 6-3, 6-3                                           |                                                    |
| 66       | 1967       | Canadian Nationals, Montréal                          |                                                    | NC                                                 | Gazon (ext.)                                       | Kathleen Harter                                    | Rita Bentley                                       | 6-1, 5-7, 7-5                                      |                                                    |
| Ère Open |            |                                                       |                                                    |                                                    |                                                    |                                                    |                                                    |                                                    |                                                    |
| 67       | 1968       | Canadian Nationals, Toronto                           |                                                    | NC                                                 | Terre (ext.)                                       | Peaches Bartkowicz                                 | Faye Urban                                         | 6-3, 6-3                                           |                                                    |
| 68       | 1969       | Canadian Open, Toronto                                |                                                    | NC                                                 | Terre (ext.)                                       | Faye Urban                                         | Vicky Berner                                       | 6-2, 6-0                                           |                                                    |
| 69       | 10-08-1970 | Rothmans Canadian Open, Toronto                       |                                                    | NC                                                 | Terre (ext.)                                       | Margaret Smith Court                               | Rosie Casals                                       | 6-8, 6-4, 6-4                                      | Tableau                                            |
| 70       | 09-08-1971 | Rothmans Canadian Open, Toronto                       | Grand Prix                                         | NC                                                 | Terre (ext.)                                       | Françoise Dürr                                     | Evonne Goolagong                                   | 6-4, 6-2                                           | Tableau                                            |
| 71       | 14-08-1972 | Rothmans Canadian Open, Toronto                       | Grand Prix                                         | 72600 $                                            | Terre (ext.)                                       | Evonne Goolagong                                   | Virginia Wade                                      | 6-3, 6-1                                           | Tableau                                            |
| 72       | 20-08-1973 | Rothmans Canadian Open, Toronto                       |                                                    | NC                                                 | Terre (ext.)                                       | Evonne Goolagong                                   | Helga Masthoff                                     | 7-62, 6-4                                          | Tableau                                            |
| 73       | 12-08-1974 | Rothmans Canadian Open, Toronto                       |                                                    | NC                                                 | Terre (ext.)                                       | Chris Evert                                        | Julie Heldman                                      | 6-0, 6-3                                           | Tableau                                            |
| 74       | 11-08-1975 | Rothmans Canadian Open, Toronto                       |                                                    | 30 000 $                                           | Terre (ext.)                                       | Marcie Louie                                       | Laura duPont                                       | 6-1, 4-6, 6-4                                      | Tableau                                            |
| 75       | 16-08-1976 | Rothmans Canadian Open, Toronto                       |                                                    | 35 000 $                                           | Terre (ext.)                                       | Mima Jaušovec                                      | Lesley Hunt                                        | 6-2, 6-0                                           | Tableau                                            |
| 76       | 15-08-1977 | Rothmans Canadian Open, Toronto                       | Colgate Series                                     | 35 000 $                                           | Terre (ext.)                                       | Regina Maršíková                                   | Marise Kruger                                      | 6-4, 4-6, 6-2                                      | Tableau                                            |
| 77       | 14-08-1978 | Rothmans Canadian Open, Toronto                       | Colgate Series                                     | 35 000 $                                           | Dur (ext.)                                         | Regina Maršíková                                   | Virginia Ruzici                                    | 7-5, 6-7, 6-2                                      | Tableau                                            |
| 78       | 13-08-1979 | Player’s International, Toronto                       | Colgate Series                                     | 35 000 $                                           | Dur (ext.)                                         | Laura duPont                                       | Brigitte Cuypers                                   | 6-4, 6-7, 6-1                                      | Tableau                                            |
| 79       | 11-08-1980 | Player’s Canadian Open, Toronto                       |                                                    | 150 000 $                                          | Dur (ext.)                                         | Chris Evert                                        | Virginia Ruzici                                    | 6-3, 6-1                                           | Tableau                                            |
| 80       | 17-08-1981 | Player’s Canadian Open, Toronto                       |                                                    | 200 000 $                                          | Dur (ext.)                                         | Tracy Austin                                       | Chris Evert                                        | 6-1, 6-4                                           | Tableau                                            |
| 81       | 16-08-1982 | John Player’s Canadian Open, Montréal                 | Series 7                                           | 200 000 $                                          | Dur (ext.)                                         | Martina Navrátilová                                | Andrea Jaeger                                      | 6-3, 7-5                                           | Tableau                                            |
| 82       | 15-08-1983 | Player’s Canadian Open, Toronto                       | VS Tour C4                                         | 200 000 $                                          | Dur (ext.)                                         | Martina Navrátilová                                | Chris Evert                                        | 6-4, 4-6, 6-1                                      | Tableau                                            |
| 83       | 20-08-1984 | Player’s Canadian Open, Montréal                      |                                                    | 200 000 $                                          | Dur (ext.)                                         | Chris Evert                                        | Alycia Moulton                                     | 6-2, 7-6                                           | Tableau                                            |
| 84       | 05-08-1985 | Canadian Open, Toronto                                |                                                    | 250 000 $                                          | Dur (ext.)                                         | Chris Evert                                        | Claudia Kohde-Kilsch                               | 6-2, 6-4                                           | Tableau                                            |
| 85       | 04-08-1986 | Player’s Canadian Open, Montréal                      |                                                    | 250 000 $                                          | Dur (ext.)                                         | Helena Suková                                      | Pam Shriver                                        | 6-2, 7-5                                           | Tableau                                            |
| 86       | 17-08-1987 | Downsview Canadian Open, Toronto                      |                                                    | 250 000 $                                          | Dur (ext.)                                         | Pam Shriver                                        | Zina Garrison                                      | 6-4, 6-1                                           | Tableau                                            |
| 87       | 15-08-1988 | Player’s Canadian Open, Montréal                      | Tier II                                            | 300 000 $                                          | Dur (ext.)                                         | Gabriela Sabatini                                  | Natasha Zvereva                                    | 6-1, 6-2                                           | Tableau                                            |
| 88       | 21-08-1989 | Player’s Canadian Open, Toronto                       | Tier II                                            | 300 000 $                                          | Dur (ext.)                                         | Martina Navrátilová                                | Arantxa Sánchez                                    | 6-2, 6-2                                           | Tableau                                            |
| 89       | 30-07-1990 | Canadian Open, Montréal                               | Tier I                                             | 500 000 $                                          | Dur (ext.)                                         | Steffi Graf                                        | Katerina Maleeva                                   | 6-1, 6-7, 6-3                                      | Tableau                                            |
| 90       | 05-08-1991 | Canadian Open, Toronto                                | Tier I                                             | 500 000 $                                          | Dur (ext.)                                         | Jennifer Capriati                                  | Katerina Maleeva                                   | 6-2, 6-3                                           | Tableau                                            |
| 91       | 17-08-1992 | Matinee Ltd. - Canadian Open, Montréal                | Tier I                                             | 550 000 $                                          | Dur (ext.)                                         | Arantxa Sánchez                                    | Monica Seles                                       | 6-3, 4-6, 6-4                                      | Tableau                                            |
| 92       | 16-08-1993 | Matinee Ltd. Canadian Open, Toronto                   | Tier I                                             | 750 000 $                                          | Dur (ext.)                                         | Steffi Graf                                        | Jennifer Capriati                                  | 6-1, 0-6, 6-3                                      | Tableau                                            |
| 93       | 15-08-1994 | Matinee Ltd. - Canadian Open, Montréal                | Tier I                                             | 750 000 $                                          | Dur (ext.)                                         | Arantxa Sánchez                                    | Steffi Graf                                        | 7-5, 1-6, 7-6                                      | Tableau                                            |
| 94       | 14-08-1995 | du Maurier Lté Open, Toronto                          | Tier I                                             | 806 250 $                                          | Dur (ext.)                                         | Monica Seles                                       | Amanda Coetzer                                     | 6-0, 6-1                                           | Tableau                                            |
| 95       | 05-08-1996 | Omnium du Maurier Ltée, Montréal                      | Tier I                                             | 926 250 $                                          | Dur (ext.)                                         | Monica Seles                                       | Arantxa Sánchez                                    | 6-1, 7-6                                           | Tableau                                            |
| 96       | 11-08-1997 | Omnium du Maurier, Toronto                            | Tier I                                             | 926 250 $                                          | Dur (ext.)                                         | Monica Seles                                       | Anke Huber                                         | 6-2, 6-4                                           | Tableau                                            |
| 97       | 17-08-1998 | Omnium du Maurier, Montréal                           | Tier I                                             | 926 250 $                                          | Dur (ext.)                                         | Monica Seles                                       | Arantxa Sánchez                                    | 6-3, 6-2                                           | Tableau                                            |
| 98       | 16-08-1999 | Omnium du Maurier, Toronto                            | Tier I                                             | 1 050 000 $                                        | Dur (ext.)                                         | Martina Hingis                                     | Monica Seles                                       | 6-4, 6-4                                           | Tableau                                            |
| 99       | 14-08-2000 | Omnium du Maurier, Montréal                           | Tier I                                             | 1 080 000 $                                        | Dur (ext.)                                         | Martina Hingis                                     | Serena Williams                                    | 0-6, 6-3, 3-0, ab.                                 | Tableau                                            |
| 100      | 13-08-2001 | Coupe Rogers AT&T, Toronto                            | Tier I                                             | 1 200 000 $                                        | Dur (ext.)                                         | Serena Williams                                    | Jennifer Capriati                                  | 6-1, 6-77, 6-3                                     | Tableau                                            |
| 101      | 12-08-2002 | Coupe Rogers AT&T, Montréal                           | Tier I                                             | 1 224 000 $                                        | Dur (ext.)                                         | Amélie Mauresmo                                    | Jennifer Capriati                                  | 6-4, 6-1                                           | Tableau                                            |
| 102      | 11-08-2003 | Coupe Rogers AT&T, Toronto                            | Tier I                                             | 1 325 000 $                                        | Dur (ext.)                                         | Justine Henin                                      | Lina Krasnoroutskaïa                               | 6-1, 6-0                                           | Tableau                                            |
| 103      | 02-08-2004 | Coupe Rogers, Montréal                                | Tier I                                             | 1 300 000 $                                        | Dur (ext.)                                         | Amélie Mauresmo                                    | Elena Likhovtseva                                  | 6-1, 6-0                                           | Tableau                                            |
| 104      | 15-08-2005 | Coupe Rogers American Express, Toronto                | Tier I                                             | 1 300 000 $                                        | Dur (ext.)                                         | Kim Clijsters                                      | Justine Henin                                      | 7-5, 6-1                                           | Tableau                                            |
| 105      | 15-08-2006 | Coupe Rogers Banque Nationale, Montréal               | Tier I                                             | 1 340 000 $                                        | Dur (ext.)                                         | Ana Ivanović                                       | Martina Hingis                                     | 6-2, 6-3                                           | Tableau                                            |
| 106      | 13-08-2007 | Coupe Rogers American Express, Toronto                | Tier I                                             | 1 340 000 $                                        | Dur (ext.)                                         | Justine Henin                                      | Jelena Janković                                    | 7-63, 7-5                                          | Tableau                                            |
| 107      | 28-07-2008 | Coupe Rogers American Express, Montréal               | Tier I                                             | 1 340 000 $                                        | Dur (ext.)                                         | Dinara Safina                                      | Dominika Cibulková                                 | 6-2, 6-1                                           | Tableau                                            |
| 108      | 17-08-2009 | Coupe Rogers, Toronto                                 | Premier 5                                          | 2 000 000 $                                        | Dur (ext.)                                         | Elena Dementieva                                   | Maria Sharapova                                    | 6-4, 6-3                                           | Tableau                                            |
| 109      | 16-08-2010 | Coupe Rogers, Montréal                                | Premier 5                                          | 2 000 000 $                                        | Dur (ext.)                                         | Caroline Wozniacki                                 | Vera Zvonareva                                     | 6-3, 6-2                                           | Tableau                                            |
| 110      | 08-08-2011 | Coupe Rogers, Toronto                                 | Premier 5                                          | 2 050 000 $                                        | Dur (ext.)                                         | Serena Williams                                    | Samantha Stosur                                    | 6-4, 6-2                                           | Tableau                                            |
| 111      | 06-08-2012 | Coupe Rogers, Montréal                                | Premier 5                                          | 2 168 400 $                                        | Dur (ext.)                                         | Petra Kvitová                                      | Li Na                                              | 7-5, 2-6, 6-3                                      | Tableau                                            |
| 112      | 05-08-2013 | Coupe Rogers, Toronto                                 | Premier 5                                          | 2 369 000 $                                        | Dur (ext.)                                         | Serena Williams                                    | Sorana Cîrstea                                     | 6-2, 6-0                                           | Tableau                                            |
| 113      | 04-08-2014 | Coupe Rogers, Montréal                                | Premier 5                                          | 2 440 070 $                                        | Dur (ext.)                                         | Agnieszka Radwańska                                | Venus Williams                                     | 6-4, 6-2                                           | Tableau                                            |
| 114      | 10-08-2015 | Rogers Cup presented by National Bank, Toronto        | Premier 5                                          | 2 377 305 $                                        | Dur (ext.)                                         | Belinda Bencic                                     | Simona Halep                                       | 7-65, 6-74, 3-0, ab.                               | Tableau                                            |
| 115      | 25-07-2016 | Coupe Rogers présentée par Banque Nationale, Montréal | Premier 5                                          | 2 413 663 $                                        | Dur (ext.)                                         | Simona Halep                                       | Madison Keys                                       | 7-62, 6-3                                          | Tableau                                            |
| 116      | 07-08-2017 | Rogers Cup presented by National Bank, Toronto        | Premier 5                                          | 2 434 389 $                                        | Dur (ext.)                                         | Elina Svitolina                                    | Caroline Wozniacki                                 | 6-4, 6-0                                           | Tableau                                            |
| 117      | 06-08-2018 | Coupe Rogers présentée par Banque Nationale, Montréal | Premier 5                                          | 3 000 000 $                                        | Dur (ext.)                                         | Simona Halep                                       | Sloane Stephens                                    | 7-66, 3-6, 6-4                                     | Tableau                                            |
| 118      | 05-08-2019 | Rogers Cup presented by National Bank, Toronto        | Premier 5                                          | 2 529 250 $                                        | Dur (ext.)                                         | Bianca Andreescu                                   | Serena Williams                                    | 3-1 ab.                                            | Tableau                                            |
| –        | 2020       | Coupe Rogers, Montréal                                | Édition annulée à cause de la pandémie de Covid-19 | Édition annulée à cause de la pandémie de Covid-19 | Édition annulée à cause de la pandémie de Covid-19 | Édition annulée à cause de la pandémie de Covid-19 | Édition annulée à cause de la pandémie de Covid-19 | Édition annulée à cause de la pandémie de Covid-19 | Édition annulée à cause de la pandémie de Covid-19 |
| 119      | 09-08-2021 | National Bank Open, Montréal                          | WTA 1000                                           | 1 835 490 $                                        | Dur (ext.)                                         | Camila Giorgi                                      | Karolína Plíšková                                  | 6-3, 7-5                                           | Tableau                                            |
| 120      | 08-08-2022 | National Bank Open presented by Rogers, Toronto       | WTA 1000                                           | 2 697 250 $                                        | Dur (ext.)                                         | Simona Halep                                       | Beatriz Haddad Maia                                | 6-3, 2-6, 6-3                                      | Tableau                                            |
| 121      | 07-08-2023 | Omnium Banque Nationale présenté par Rogers, Montréal | WTA 1000                                           | 2 788 468 $                                        | Dur (ext.)                                         | Jessica Pegula                                     | Liudmila Samsonova                                 | 6-1, 6-0                                           | Tableau                                            |
| 122      | 06-08-2024 | National Bank Open presented by Rogers, Toronto       | WTA 1000                                           | 3 211 715 $                                        | Dur (ext.)                                         | Jessica Pegula                                     | Amanda Anisimova                                   | 6-3,2-6,6-1                                        | Tableau                                            |
| 123      | 27-07-2025 | Omnium Banque Nationale présenté par Rogers, Montréal | WTA 1000                                           | 5 152 599 $                                        | Dur (ext.)                                         | Victoria Mboko                                     | Naomi Osaka                                        | 2-6, 6-4, 6-1                                      | Tableau                                            |

### Double
| No       | Date       | Nom et lieu du tournoi                               | Catégorie                                          | Dotation                                           | Surface                                            | Vainqueures                                        | Finalistes                                         | Score                                              |                                                    |
| -------- | ---------- | ---------------------------------------------------- | -------------------------------------------------- | -------------------------------------------------- | -------------------------------------------------- | -------------------------------------------------- | -------------------------------------------------- | -------------------------------------------------- | -------------------------------------------------- |
| 1        | 1910       | Canadian Championships                               |                                                    | NC                                                 | NC                                                 | Louise Moyes Florence Best                         | NC                                                 | NC                                                 |                                                    |
| 2        | 1913       | Canadian Championships                               |                                                    | NC                                                 | NC                                                 | Louise Moyes Florence Best                         | NC                                                 | NC                                                 |                                                    |
|          | 1915-1918  | Pas de tournoi (1re Guerre mondiale)                 | Pas de tournoi (1re Guerre mondiale)               | Pas de tournoi (1re Guerre mondiale)               | Pas de tournoi (1re Guerre mondiale)               | Pas de tournoi (1re Guerre mondiale)               | Pas de tournoi (1re Guerre mondiale)               | Pas de tournoi (1re Guerre mondiale)               | Pas de tournoi (1re Guerre mondiale)               |
| 3        | 1919       | Canadian Championships Vancouver                     |                                                    | NC                                                 | NC                                                 | Louise Moyes Florence Best                         | NC                                                 | NC                                                 |                                                    |
| 4        | 1920       | Canadian Championships                               |                                                    | NC                                                 | NC                                                 | Louise Moyes Florence Best                         | NC                                                 | NC                                                 |                                                    |
| 5        | 1921       | Canadian Championships                               |                                                    | NC                                                 | NC                                                 | Louise Moyes Florence Best                         | NC                                                 | NC                                                 |                                                    |
| 6        | 1922       | Canadian Championships Vancouver                     |                                                    | NC                                                 | NC                                                 | Louise Moyes Florence Best                         | NC                                                 | NC                                                 |                                                    |
| 7        | 1923       | Canadian Championships                               |                                                    | NC                                                 | NC                                                 | Louise Moyes Florence Best                         | NC                                                 | NC                                                 |                                                    |
| 8        | 1924       | Canadian Championships                               |                                                    | NC                                                 | NC                                                 | Louise Moyes Florence Best                         | NC                                                 | NC                                                 |                                                    |
| 9        | 1925       | Canadian Championships Vancouver                     |                                                    | NC                                                 | NC                                                 | Marjorie Leeming A. Tatlow                         | NC                                                 | NC                                                 |                                                    |
| 10       | 1926       | Canadian Championships                               |                                                    | NC                                                 | NC                                                 | Mme Bourque L. Fraser                              | NC                                                 | NC                                                 |                                                    |
| 11       | 1927       | Canadian Championships                               |                                                    | NC                                                 | NC                                                 | Caroline Swartz Edith Cross                        | NC                                                 | NC                                                 |                                                    |
| 12       | 1928       | Canadian Championships                               |                                                    | NC                                                 | NC                                                 | A.H. Chaplin Marjorie Gladman                      | NC                                                 | NC                                                 |                                                    |
| 13       | 1929       | Canadian Championships Toronto                       |                                                    | NC                                                 | NC                                                 | O.E. Gray Olive Wade                               | NC                                                 | NC                                                 |                                                    |
| 14       | 1930       | Canadian Championships                               |                                                    | NC                                                 | NC                                                 | Marjorie Leeming H. Leeming                        | NC                                                 | NC                                                 |                                                    |
| 15       | 1931       | Canadian Championships Vancouver                     |                                                    | NC                                                 | Gazon (ext.)                                       | Edith Cross D. Perow                               | NC                                                 | NC                                                 |                                                    |
| 16       | 1932       | Canadian Championships Ottawa                        |                                                    | NC                                                 | NC                                                 | Marjorie Leeming K.J. Salmond                      | NC                                                 | NC                                                 |                                                    |
| 17       | 1933       | Canadian Championships Vancouver                     |                                                    | NC                                                 | NC                                                 | H.V. Wilson Mary Campbell                          | NC                                                 | NC                                                 |                                                    |
| 18       | 1934       | Canadian Championships Toronto                       |                                                    | NC                                                 | NC                                                 | Caroline Deacon Eleanor Young                      | NC                                                 | NC                                                 |                                                    |
| 19       | 1935       | Canadian Championships                               |                                                    | NC                                                 | NC                                                 | C. Rose M. Laird                                   | NC                                                 | NC                                                 |                                                    |
| 20       | 1936       | Canadian Championships Vancouver                     |                                                    | NC                                                 | Gazon (ext.)                                       | Edith Cross Jean Milne                             | NC                                                 | NC                                                 |                                                    |
| 21       | 1937       | Canadian Championships Toronto                       |                                                    | NC                                                 | Gazon (ext.)                                       | Evelyn Dearman Joan Ingram                         | Mary Hardwick Margarita Lumb                       | 6-1, 7-5                                           |                                                    |
| 22       | 1938       | Canadian Championships                               |                                                    | NC                                                 | NC                                                 | Mrs. Frank Fisher W. Walson Jr.                    | NC                                                 | NC                                                 |                                                    |
| 23       | 1939       | Canadian Championships                               |                                                    | NC                                                 | NC                                                 | Elizabeth Blackman L. Blackman                     | NC                                                 | NC                                                 |                                                    |
| 24       | 1940       | Canadian Championships Toronto                       |                                                    | NC                                                 | Gazon (ext.)                                       | Eleanor Young Jean Milne                           | NC                                                 | NC                                                 |                                                    |
|          | 1940-1945  | Pas de tournoi (2e Guerre mondiale)                  | Pas de tournoi (2e Guerre mondiale)                | Pas de tournoi (2e Guerre mondiale)                | Pas de tournoi (2e Guerre mondiale)                | Pas de tournoi (2e Guerre mondiale)                | Pas de tournoi (2e Guerre mondiale)                | Pas de tournoi (2e Guerre mondiale)                | Pas de tournoi (2e Guerre mondiale)                |
| 25       | 1946       | Canadian Nationals                                   |                                                    | NC                                                 | NC                                                 | Baba Lewis Noreen Haney                            | E. Nicholls Doris Ell                              | 6-2, 6-0                                           |                                                    |
| 26       | 1947       | Canadian Nationals                                   |                                                    | NC                                                 | NC                                                 | Gracyn Wheeler June Crow                           | Arvilla McGuire Gwen Greenlee                      | 5-7, 9-7, 6-2                                      |                                                    |
| 27       | 1948       | Canadian Championships Vancouver                     |                                                    | NC                                                 | NC                                                 | Mrs. Frank Fisher Mary Green                       | Ann Freedhoff P. Lowe                              | 6-4, 10-8                                          |                                                    |
| 28       | 1949       | Canadian Championships Halifax                       |                                                    | NC                                                 | NC                                                 | Baba Lewis Edith A. Sullivan                       | Patricia Macken Elaine Fildes                      | 6-2, 6-2                                           |                                                    |
| 29       | 1950       | Canadian Championships Québec                        |                                                    | NC                                                 | NC                                                 | Isabel Troccole Carol Liguori                      | Patricia Macken Elaine Fildes                      | 2-6, 8-6, 6-1                                      |                                                    |
| 30       | 1951       | Canadian Championships Toronto                       |                                                    | NC                                                 | NC                                                 | Lucille Davidson Doris Popple                      | M. Hernando Joan Johnson                           | 7-5, 6-3                                           |                                                    |
| 31       | 1952       | Canadian Championships Toronto                       |                                                    | NC                                                 | NC                                                 | Doris Ell Melita Ramírez                           | Lucille Davidson Doris Popple                      | 6-4, 6-3                                           |                                                    |
| 32       | 1953       | Canadian Championships Toronto                       |                                                    | NC                                                 | Gazon (ext.)                                       | Thelma Coyne Long Melita Ramírez                   | L. Keenan Hilde Doleschell                         | 6-1, 6-2                                           |                                                    |
| 33       | 1954       | Canadian Nationals Toronto                           |                                                    | NC                                                 | NC                                                 | Karol Fageros Ethel Norton                         | Louise Brown D. Hurst                              | 6-4, 6-1                                           |                                                    |
| 34       | 1955       | Canadian Championships Toronto                       |                                                    | NC                                                 | NC                                                 | C. Dowman Ann Barclay                              | Hanna Sladek T. Helie                              | 7-5, 2-6, 6-4                                      |                                                    |
| 35       | 1956       | Canadian Championships Vancouver                     |                                                    | NC                                                 | NC                                                 | June Lee Pat Miller                                | Jean Laird Linda Vail                              | 6-3, 7-5                                           |                                                    |
| 36       | 1957       | Canadian Championships Montréal                      |                                                    | NC                                                 | NC                                                 | Louise Brown Hilde Doleschell                      | Susan Butt Anna Bagge Vierra                       | 3-6, 6-1, 9-7                                      |                                                    |
| 37       | 1958       | Canadian Championships Vancouver                     |                                                    | NC                                                 | Gazon (ext.)                                       | Barbara Browning Pam Davis                         | Louise Brown Hilde Doleschell                      | 6-8, 6-3, 7-5                                      |                                                    |
| 38       | 1959       | Canadian Championships Toronto                       |                                                    | NC                                                 | NC                                                 | Dorothy Knode Mary Martin                          | NC                                                 | NC                                                 |                                                    |
| 39       | 1960       | Carling Canadian National Chmps Toronto              |                                                    | NC                                                 | Terre (ext.)                                       | Donna Floyd Belmar Gunderson                       | NC                                                 | 7-5, ?                                             |                                                    |
| 40       | 1961       | Canadian Nationals Toronto                           |                                                    | NC                                                 | Terre (ext.)                                       | Marian Boundy Eleanor Dodge                        | Ann Haydon-Jones Benita Senn                       | 6-4, 5-7, 6-3                                      |                                                    |
| 41       | 1962       | Canadian Championships                               |                                                    | NC                                                 | NC                                                 | Ann Barclay Louise Brown                           | NC                                                 | NC                                                 |                                                    |
| 42       | 1963       | Canadian Nationals Vancouver                         |                                                    | NC                                                 | NC                                                 | Susan Butt Vicky Berner                            | Ann Barclay Louise Brown                           | 6-3, 7-5                                           |                                                    |
| 43       | 1964       | Canadian Nationals Montréal                          |                                                    | NC                                                 | Gazon (ext.)                                       | Alice Luthy Hedy Rutzebeck                         | Louise Brown Benita Senn                           | 6-4, 8-6                                           |                                                    |
| 44       | 1965       | Canadian Nationals Toronto                           |                                                    | NC                                                 | Gazon (ext.)                                       | Vicky Berner Faye Urban                            | Julie Heldman Benita Senn                          | 6-8, 6-4, 6-1                                      |                                                    |
| 45       | 1966       | Canadian Nationals Vancouver                         |                                                    | NC                                                 | Gazon (ext.)                                       | Vicky Berner Faye Urban                            | Rita Bentley Jean Mary Wilson                      | 6-4, 6-1                                           |                                                    |
| 46       | 1967       | Canadian Nationals Montréal                          |                                                    | NC                                                 | Gazon (ext.)                                       | Vicky Berner Faye Urban                            | NC                                                 | 6-3, 6-3                                           |                                                    |
| Ère Open |            |                                                      |                                                    |                                                    |                                                    |                                                    |                                                    |                                                    |                                                    |
| 47       | 1968       | Canadian Nationals Toronto                           |                                                    | NC                                                 | Terre (ext.)                                       | Vicky Berner Faye Urban                            | NC                                                 | NC                                                 |                                                    |
| 48       | 1969       | Canadian Open Toronto                                |                                                    | NC                                                 | Terre (ext.)                                       | Brenda Nunns Faye Urban                            | Jane O'Hara NC                                     | 6-1, 6-1                                           |                                                    |
| 49       | 10-08-1970 | Rothmans Canadian Open Toronto                       |                                                    | NC                                                 | Terre (ext.)                                       | Rosie Casals Margaret Smith Court                  | Helen Gourlay Pat Walkden                          | 6-0, 6-1                                           | Tableau                                            |
| 50       | 09-08-1971 | Rothmans Canadian Open Toronto                       | Grand Prix                                         | NC                                                 | Terre (ext.)                                       | Rosie Casals Françoise Dürr                        | Lesley Turner Evonne Goolagong                     | 6-3, 6-2                                           | Tableau                                            |
| 51       | 14-08-1972 | Rothmans Canadian Open Toronto                       | Grand Prix                                         | 72600 $                                            | Terre (ext.)                                       | Margaret Smith Court Evonne Goolagong              | Brenda Kirk Pat Pretorius                          | 3-6, 6-3, 7-5                                      | Tableau                                            |
| 52       | 20-08-1973 | Rothmans Canadian Open Toronto                       |                                                    | NC                                                 | Terre (ext.)                                       | Evonne Goolagong Peggy Michel                      | Helga Masthoff Martina Navrátilová                 | 6-3, 6-2                                           | Tableau                                            |
| 53       | 12-08-1974 | Rothmans Canadian Open Toronto                       |                                                    | NC                                                 | Terre (ext.)                                       | Gail Sherriff Julie Heldman                        | Chris Evert Jeanne Evert                           | 6-3, 6-4                                           | Tableau                                            |
| 54       | 11-08-1975 | Rothmans Canadian Open Toronto                       |                                                    | 30 000 $                                           | Terre (ext.)                                       | Julie Anthony Margaret Smith Court                 | Joanne Russell Jane Stratton                       | 6-2, 6-4                                           | Tableau                                            |
| 55       | 16-08-1976 | Rothmans Canadian Open Toronto                       |                                                    | 35 000 $                                           | Terre (ext.)                                       | Cynthia Sieler-Doerner Janet Newberry              | Sue Barker Pam Teeguarden                          | 6-7, 6-3, 6-1                                      | Tableau                                            |
| 56       | 15-08-1977 | Rothmans Canadian Open Toronto                       | Colgate Series                                     | 35 000 $                                           | Terre (ext.)                                       | Linky Boshoff Ilana Kloss                          | Rosie Casals Evonne Goolagong                      | 6-2, 6-3                                           | Tableau                                            |
| 57       | 14-08-1978 | Rothmans Canadian Open Toronto                       | Colgate Series                                     | 35 000 $                                           | Dur (ext.)                                         | Regina Maršíková Pam Teeguarden                    | Chris O'Neil Paula Smith                           | 7-5, 6-7, 6-2                                      | Tableau                                            |
| 58       | 13-08-1979 | Player’s International Toronto                       | Colgate Series                                     | 35 000 $                                           | Dur (ext.)                                         | Lea Antonoplis Diane Evers                         | Chris O'Neil Mimi Wikstedt                         | 2-6, 6-1, 6-3                                      | Tableau                                            |
| 59       | 11-08-1980 | Player’s Canadian Open Toronto                       |                                                    | 150 000 $                                          | Dur (ext.)                                         | Andrea Jaeger Regina Maršíková                     | Ann Kiyomura Betsy Nagelsen                        | 6-1, 6-3                                           | Tableau                                            |
| 60       | 17-08-1981 | Player’s Canadian Open Toronto                       |                                                    | 200 000 $                                          | Dur (ext.)                                         | Martina Navrátilová Pam Shriver                    | Candy Reynolds Anne Smith                          | 7-6, 7-6                                           | Tableau                                            |
| 61       | 16-08-1982 | John Player’s Canadian Open Montréal                 | Series 7                                           | 200 000 $                                          | Dur (ext.)                                         | Martina Navrátilová Candy Reynolds                 | Barbara Potter Sharon Walsh                        | 6-4, 6-4                                           | Tableau                                            |
| 62       | 15-08-1983 | Player’s Canadian Open Toronto                       | VS Tour C4                                         | 200 000 $                                          | Dur (ext.)                                         | Anne Hobbs Andrea Jaeger                           | Rosalyn Fairbank Candy Reynolds                    | 6-4, 5-7, 7-5                                      | Tableau                                            |
| 63       | 20-08-1984 | Player’s Canadian Open Montréal                      |                                                    | 200 000 $                                          | Dur (ext.)                                         | Kathy Jordan Elizabeth Sayers                      | Claudia Kohde-Kilsch Hana Mandlíková               | 6-1, 6-2                                           | Tableau                                            |
| 64       | 05-08-1985 | Canadian Open Toronto                                |                                                    | 250 000 $                                          | Dur (ext.)                                         | Gigi Fernández Martina Navrátilová                 | Marcella Mesker Pascale Paradis                    | 6-4, 6-0                                           | Tableau                                            |
| 65       | 04-08-1986 | Player’s Canadian Open Montréal                      |                                                    | 250 000 $                                          | Dur (ext.)                                         | Zina Garrison Gabriela Sabatini                    | Pam Shriver Helena Suková                          | 7-6, 5-7, 6-4                                      | Tableau                                            |
| 66       | 17-08-1987 | Downsview Canadian Open Toronto                      |                                                    | 250 000 $                                          | Dur (ext.)                                         | Zina Garrison Lori McNeil                          | Claudia Kohde-Kilsch Helena Suková                 | 6-1, 6-2                                           | Tableau                                            |
| 67       | 15-08-1988 | Player’s Canadian Open Montréal                      | Tier II                                            | 300 000 $                                          | Dur (ext.)                                         | Jana Novotná Helena Suková                         | Zina Garrison Pam Shriver                          | 7-6, 7-6                                           | Tableau                                            |
| 68       | 21-08-1989 | Player’s Canadian Open Toronto                       | Tier II                                            | 300 000 $                                          | Dur (ext.)                                         | Gigi Fernández Robin White                         | Martina Navrátilová Larisa Savchenko               | 6-1, 7-5                                           | Tableau                                            |
| 69       | 30-07-1990 | Canadian Open Montréal                               | Tier I                                             | 500 000 $                                          | Dur (ext.)                                         | Betsy Nagelsen Gabriela Sabatini                   | Helen Kelesi Raffaella Reggi                       | 3-6, 6-2, 6-2                                      | Tableau                                            |
| 70       | 05-08-1991 | Canadian Open Toronto                                | Tier I                                             | 500 000 $                                          | Dur (ext.)                                         | Larisa Neiland Natasha Zvereva                     | Claudia Kohde-Kilsch Helena Suková                 | 1-6, 7-5, 6-2                                      | Tableau                                            |
| 71       | 17-08-1992 | Matinee Ltd. - Canadian Open Montréal                | Tier I                                             | 550 000 $                                          | Dur (ext.)                                         | Lori McNeil Rennae Stubbs                          | Gigi Fernández Natasha Zvereva                     | 3-6, 7-5, 7-5                                      | Tableau                                            |
| 72       | 16-08-1993 | Matinee Ltd. Canadian Open Toronto                   | Tier I                                             | 750 000 $                                          | Dur (ext.)                                         | Larisa Neiland Jana Novotná                        | Arantxa Sánchez Helena Suková                      | 6-1, 6-2                                           | Tableau                                            |
| 73       | 15-08-1994 | Matinee Ltd. - Canadian Open Montréal                | Tier I                                             | 750 000 $                                          | Dur (ext.)                                         | Meredith McGrath Arantxa Sánchez                   | Pam Shriver Elizabeth Smylie                       | 2-6, 6-2, 6-4                                      | Tableau                                            |
| 74       | 14-08-1995 | du Maurier Lté Open Toronto                          | Tier I                                             | 806 250 $                                          | Dur (ext.)                                         | Gabriela Sabatini Brenda Schultz                   | Martina Hingis Iva Majoli                          | 4-6, 6-0, 6-3                                      | Tableau                                            |
| 75       | 05-08-1996 | Omnium du Maurier Ltée Montréal                      | Tier I                                             | 926 250 $                                          | Dur (ext.)                                         | Larisa Neiland Arantxa Sánchez                     | Mary Joe Fernández Helena Suková                   | 7-6, 6-1                                           | Tableau                                            |
| 76       | 11-08-1997 | Omnium du Maurier Toronto                            | Tier I                                             | 926 250 $                                          | Dur (ext.)                                         | Yayuk Basuki Caroline Vis                          | Nicole Arendt Manon Bollegraf                      | 3-6, 7-5, 6-4                                      | Tableau                                            |
| 77       | 17-08-1998 | Omnium du Maurier Montréal                           | Tier I                                             | 926 250 $                                          | Dur (ext.)                                         | Martina Hingis Jana Novotná                        | Yayuk Basuki Caroline Vis                          | 6-3, 6-4                                           | Tableau                                            |
| 78       | 16-08-1999 | Omnium du Maurier Toronto                            | Tier I                                             | 1 050 000 $                                        | Dur (ext.)                                         | Jana Novotná Mary Pierce                           | Larisa Neiland Arantxa Sánchez                     | 6-3, 2-6, 6-3                                      | Tableau                                            |
| 79       | 14-08-2000 | Omnium du Maurier Montréal                           | Tier I                                             | 1 080 000 $                                        | Dur (ext.)                                         | Martina Hingis Nathalie Tauziat                    | Julie Halard Ai Sugiyama                           | 6-3, 3-6, 6-4                                      | Tableau                                            |
| 80       | 13-08-2001 | Coupe Rogers AT&T Toronto                            | Tier I                                             | 1 200 000 $                                        | Dur (ext.)                                         | Kimberly Po Nicole Pratt                           | Tina Križan Katarina Srebotnik                     | 6-3, 6-1                                           | Tableau                                            |
| 81       | 12-08-2002 | Coupe Rogers AT&T Montréal                           | Tier I                                             | 1 224 000 $                                        | Dur (ext.)                                         | Virginia Ruano Pascual Paola Suárez                | Rika Fujiwara Ai Sugiyama                          | 6-4, 7-64                                          | Tableau                                            |
| 82       | 11-08-2003 | Coupe Rogers AT&T Toronto                            | Tier I                                             | 1 325 000 $                                        | Dur (ext.)                                         | Svetlana Kuznetsova Martina Navrátilová            | María Vento-Kabchi Angelique Widjaja               | 3-6, 6-1, 6-1                                      | Tableau                                            |
| 83       | 02-08-2004 | Coupe Rogers Montréal                                | Tier I                                             | 1 300 000 $                                        | Dur (ext.)                                         | Shinobu Asagoe Ai Sugiyama                         | Liezel Huber Tamarine Tanasugarn                   | 6-0, 6-3                                           | Tableau                                            |
| 84       | 15-08-2005 | Coupe Rogers American Express Toronto                | Tier I                                             | 1 300 000 $                                        | Dur (ext.)                                         | Anna-Lena Grönefeld Martina Navrátilová            | Conchita Martínez Virginia Ruano Pascual           | 5-7, 6-3, 6-4                                      | Tableau                                            |
| 85       | 15-08-2006 | Coupe Rogers Banque Nationale Montréal               | Tier I                                             | 1 340 000 $                                        | Dur (ext.)                                         | Martina Navrátilová Nadia Petrova                  | Cara Black Anna-Lena Grönefeld                     | 6-1, 6-2                                           | Tableau                                            |
| 86       | 13-08-2007 | Coupe Rogers American Express Toronto                | Tier I                                             | 1 340 000 $                                        | Dur (ext.)                                         | Katarina Srebotnik Ai Sugiyama                     | Cara Black Liezel Huber                            | 6-4, 2-6, [10-5]                                   | Tableau                                            |
| 87       | 28-07-2008 | Coupe Rogers American Express Montréal               | Tier I                                             | 1 340 000 $                                        | Dur (ext.)                                         | Cara Black Liezel Huber                            | Maria Kirilenko Flavia Pennetta                    | 6-1, 6-1                                           | Tableau                                            |
| 88       | 17-08-2009 | Coupe Rogers Toronto                                 | Premier 5                                          | 2 000 000 $                                        | Dur (ext.)                                         | Nuria Llagostera Vives María José Martínez         | Samantha Stosur Rennae Stubbs                      | 2-6, 7-5, [11-9]                                   | Tableau                                            |
| 89       | 16-08-2010 | Coupe Rogers Montréal                                | Premier 5                                          | 2 000 000 $                                        | Dur (ext.)                                         | Gisela Dulko Flavia Pennetta                       | Květa Peschke Katarina Srebotnik                   | 7-5, 3-6, [12-10]                                  | Tableau                                            |
| 90       | 08-08-2011 | Coupe Rogers Toronto                                 | Premier 5                                          | 2 050 000 $                                        | Dur (ext.)                                         | Liezel Huber Lisa Raymond                          | Victoria Azarenka Maria Kirilenko                  | Forfait                                            | Tableau                                            |
| 91       | 06-08-2012 | Coupe Rogers Montréal                                | Premier 5                                          | 2 168 400 $                                        | Dur (ext.)                                         | Klaudia Jans-Ignacik Kristina Mladenovic           | Nadia Petrova Katarina Srebotnik                   | 7-5, 2-6, [10-7]                                   | Tableau                                            |
| 92       | 05-08-2013 | Coupe Rogers Toronto                                 | Premier 5                                          | 2 369 000 $                                        | Dur (ext.)                                         | Jelena Janković Katarina Srebotnik                 | Anna-Lena Grönefeld Květa Peschke                  | 5-7, 6-2, [10-6]                                   | Tableau                                            |
| 93       | 04-08-2014 | Coupe Rogers Montréal                                | Premier 5                                          | 2 440 070 $                                        | Dur (ext.)                                         | Sara Errani Roberta Vinci                          | Cara Black Sania Mirza                             | 7-64, 6-3                                          | Tableau                                            |
| 94       | 10-08-2015 | Rogers Cup presented by National Bank Toronto        | Premier 5                                          | 2 377 305 $                                        | Dur (ext.)                                         | Bethanie Mattek-Sands Lucie Šafářová               | Caroline Garcia Katarina Srebotnik                 | 6-1, 6-2                                           | Tableau                                            |
| 95       | 25-07-2016 | Coupe Rogers présentée par Banque Nationale Montréal | Premier 5                                          | 2 413 663 $                                        | Dur (ext.)                                         | Ekaterina Makarova Elena Vesnina                   | Simona Halep Monica Niculescu                      | 6-3, 7-65                                          | Tableau                                            |
| 96       | 07-08-2017 | Rogers Cup presented by National Bank Toronto        | Premier 5                                          | 2 434 389 $                                        | Dur (ext.)                                         | Ekaterina Makarova Elena Vesnina                   | Anna-Lena Grönefeld Květa Peschke                  | 6-0, 6-4                                           | Tableau                                            |
| 97       | 06-08-2018 | Coupe Rogers présentée par Banque Nationale Montréal | Premier 5                                          | 3 000 000 $                                        | Dur (ext.)                                         | Ashleigh Barty Demi Schuurs                        | Latisha Chan Ekaterina Makarova                    | 4-6, 6-3, [10-8]                                   | Tableau                                            |
| 98       | 05-08-2019 | Rogers Cup presented by National Bank Toronto        | Premier 5                                          | 2 529 250 $                                        | Dur (ext.)                                         | Barbora Krejčíková Kateřina Siniaková              | Anna-Lena Grönefeld Demi Schuurs                   | 7-5, 6-0                                           | Tableau                                            |
| –        | 2020       | Coupe Rogers, Montréal                               | Édition annulée à cause de la pandémie de Covid-19 | Édition annulée à cause de la pandémie de Covid-19 | Édition annulée à cause de la pandémie de Covid-19 | Édition annulée à cause de la pandémie de Covid-19 | Édition annulée à cause de la pandémie de Covid-19 | Édition annulée à cause de la pandémie de Covid-19 | Édition annulée à cause de la pandémie de Covid-19 |
| 99       | 09-08-2021 | National Bank Open Montréal                          | WTA 1000                                           | 1 835 490 $                                        | Dur (ext.)                                         | Gabriela Dabrowski Luisa Stefani                   | Veronika Kudermetova Elena Rybakina                | 6-2, 6-3                                           | Tableau                                            |
| 100      | 08-08-2022 | National Bank Open presented by Rogers Toronto       | WTA 1000                                           | 2 697 250 $                                        | Dur (ext.)                                         | Coco Gauff Jessica Pegula                          | Nicole Melichar Ellen Perez                        | 6-4, 65-7, [10-5]                                  | Tableau                                            |
| 101      | 07-08-2023 | Omnium Banque Nationale présenté par Rogers Montréal | WTA 1000                                           | 2 788 468 $                                        | Dur (ext.)                                         | Shuko Aoyama Ena Shibahara                         | Desirae Krawczyk Demi Schuurs                      | 6-4, 4-6, [13-11]                                  | Tableau                                            |
| 102      | 06-08-2024 | National Bank Open presented by Rogers Toronto       | WTA 1000                                           | 3 211 715 $                                        | Dur (ext.)                                         | Caroline Dolehide Desirae Krawczyk                 | Gabriela Dabrowski Erin Routliffe                  | 6-7, 6-3, [7-10]                                   | Tableau                                            |
| 103      | 27-07-2025 | Omnium Banque Nationale présenté par Rogers Montréal | WTA 1000                                           | 5 152 599 $                                        | Dur (ext.)                                         | Coco Gauff McCartney Kessler                       | Taylor Townsend Zhang Shuai                        | 6-4, 1-6, [13-11]                                  | Tableau                                            |